# Chiroptere
Liliecii sunt mamifere din ordinul Chiroptera; cu membrele anterioare adaptate ca aripi, acestea sunt singurele mamifere capabile în mod natural de zbor real și susținut. Liliecii manevrează mai abil decât păsările, zburând cu degetele lor foarte larg desfăcute, acoperite cu o membrană subțire, sau patagiu. Cel mai mic liliac, și, fără îndoială, cel mai mic mamifer existent, este liliacul-bondar (liliacul cu nas de porc)⁠(d), care are 29–34 milimetri lungime, 15 centimetri anvergura aripilor și o masă de 2–2,6 grame. Cei mai mari lilieci sunt vulpile zburătoare⁠(d), anume liliacul regal din Filipine⁠(d), Acerodon jubatus, poate cântări 1,6 kilograme și are o anvergura a aripilor de 1,7 metri.
Al doilea cel mai mare ordin de mamifere, chiropterele cuprind aproximativ 20% din toate speciile de mamifere clasificate din lume, cu peste 1.200 de specii. Acestea au fost tradițional împărțite în două subordine: megachiropterele⁠(d), care se hrănesc predominant cu fructe și microchiropterele capabile de ecolocație. Dar dovezile mai recente susțin împărțirea ordinului în Yinpterochiroptera⁠(d) și Yangochiroptera⁠(d), megachiropterele fiind toate membre ale primului, împreună cu unele specii de microchiroptere. Mulți lilieci sunt insectivori, și majoritatea celorlalți fiind frugivori⁠(d) (mâncători de fructe). Câteva specii se hrănesc pe seama altor animale decât insectele; de exemplu, liliecii-vampir se hrănesc cu sânge. Majoritatea liliecilor sunt animale nocturne, și mulți se adăpostesc în peșteri sau alte locuri de refugiu; este incert dacă liliecii au aceste comportamente pentru a scăpa de prădători. Liliecii sunt prezenți în întreaga lume, cu excepția regiunilor extrem de reci. Ei sunt importanți în ecosistemele lor pentru polenizarea⁠(d) florilor și dispersarea semințelor; multe plante tropicale depind în întregime de lilieci pentru aceste servicii.
Liliecii oferă oamenilor unele beneficii, cu prețul câtorva amenințări. Excrementele de liliac sunt extrase ca guano din peșteri și folosite ca îngrășământ. Liliecii consumă insecte dăunătoare, reducând nevoia de pesticide. Ei sunt, uneori, destul de numeroși pentru a servi și ca atracții turistice, și sunt utilizați ca hrană de-a lungul Asiei și Pacificului. Ei sunt rezervoare naturale pentru mulți agenți patogeni, cum ar fi rabia; și, deoarece sunt extrem de mobili, sociali, și cu viață lungă, pot ușor răspândi bolile. În multe culturi, liliecii sunt popular asociați cu întunericul, reaua-voință, vrăjitoria și moartea.

## Chesti despre lilieci

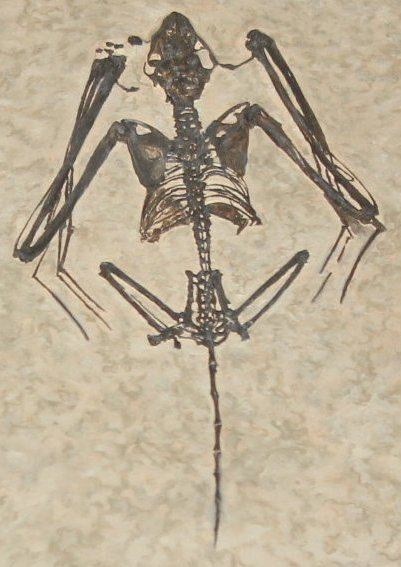
Fosilă de la începutul eocenului, a unui Icaronycteris microchiropterian, de la

### Evoluția
Delicatele schelete ale liliecilor nu se fosilizează bine, și se estimează că numai 12% din genurile de liliac care au trăit au fost și găsite în fondul fosilifer. Cele mai multe dintre cele mai vechi fosile de liliac erau deja foarte similare cu microchiropterele moderne, cum ar fi Archaeopteropus (acum 32 de milioane de ani). Liliecii dispăruți Palaeochiropteryx⁠(d) (acum 48 de milioane de ani) și Hassianycteris kumari (acum 55 de milioane de ani) sunt primele fosile de mamifere a căror colorație a fost descoperită: ambele erau brun-roșcate.
Liliecii au fost mai demult grupați în supraordinul Archonta⁠(d), împreună cu Scadentia (rozătoare care se urcă în copaci), dermoptere și primate. Dovezi genetice moderne pun astăzi liliecii în supraordinul Laurasiatheria, cu grupul înrudit⁠(d) Ferungulata, care include carnivorieni, pangolini, perisodactile, artiodactile și cetacee. Un studiu plasează chiropterele ca taxon-frate cu perisodactilele.
Relațiile filogenetice dintre diferitele grupuri de lilieci au fost subiectul multor dezbateri. Tradiționala subdiviziune în Megachiroptera si Microchiroptera reflecta punctul de vedere că aceste grupuri de lilieci au evoluat independent unele de altele pentru o lungă perioadă de timp, de la un strămoș comun⁠(d) deja capabil de zbor. Această ipoteză recunoștea diferențele între microchiroptere și macrochiroptere și că zborul a evoluat o singură dată la mamifere. Majoritatea probelor biologice moleculare susține punctul de vedere că liliecii formează un grup natural sau monofiletic⁠(d).

Dovezile genetice indică faptul că megachiropterele își au originea la începutul eocenului, și fac parte din cele patru linii majore de microchiroptere. S-au propus două noi subordine: Yinpterochiroptera⁠(d) include pteropodidaele, sau familia megachiropterelor, precum și familiile Rrhinolophidae, Hipposideridae⁠(d), liliac-bondar⁠(d), Megadermatidae, și Rhinopoma⁠(d). Yangochiroptera⁠(d) include alte familii de lilieci (toate care folosesc ecolocație laringiană), concluzie susținută de un studiu de ADN din 2005. Un studiu filogenomic din 2013 susține și el cele două noi subordine propuse.
| Rhinolophoidea | \| \| Megadermatidae⁠(d) (pseudo-lilieci-vampir) \| \| \| \| \| \| lilieci-potcoavă și alții \| \| \| \| |
|                | \| \| Megadermatidae⁠(d) (pseudo-lilieci-vampir) \| \| \| \| \| \| lilieci-potcoavă și alții \| \| \| \| |
|                | Megadermatidae⁠(d) (pseudo-lilieci-vampir)                                                               |
|                | |
|                | lilieci-potcoavă și alții                                                                               |
|                | |

|  | Megadermatidae⁠(d) (pseudo-lilieci-vampir) |
|  |                                           |
|  | lilieci-potcoavă și alții                 |
|  |                                           |

| Rhinolophoidea | \| \| Megadermatidae⁠(d) (pseudo-lilieci-vampir) \| \| \| \| \| \| lilieci-potcoavă și alții \| \| \| \| |
|                | \| \| Megadermatidae⁠(d) (pseudo-lilieci-vampir) \| \| \| \| \| \| lilieci-potcoavă și alții \| \| \| \| |
|                | Megadermatidae⁠(d) (pseudo-lilieci-vampir)                                                               |
|                | |
|                | lilieci-potcoavă și alții                                                                               |
|                | |

|  | Megadermatidae⁠(d) (pseudo-lilieci-vampir) |
|  |                                           |
|  | lilieci-potcoavă și alții                 |
|  |                                           |

| Rhinolophoidea | \| \| Megadermatidae⁠(d) (pseudo-lilieci-vampir) \| \| \| \| \| \| lilieci-potcoavă și alții \| \| \| \| |
|                | \| \| Megadermatidae⁠(d) (pseudo-lilieci-vampir) \| \| \| \| \| \| lilieci-potcoavă și alții \| \| \| \| |
|                | Megadermatidae⁠(d) (pseudo-lilieci-vampir)                                                               |
|                | |
|                | lilieci-potcoavă și alții                                                                               |
|                | |

|  | Megadermatidae⁠(d) (pseudo-lilieci-vampir) |
|  |                                           |
|  | lilieci-potcoavă și alții                 |
|  |                                           |

| Rhinolophoidea | \| \| Megadermatidae⁠(d) (pseudo-lilieci-vampir) \| \| \| \| \| \| lilieci-potcoavă și alții \| \| \| \| |
|                | \| \| Megadermatidae⁠(d) (pseudo-lilieci-vampir) \| \| \| \| \| \| lilieci-potcoavă și alții \| \| \| \| |
|                | Megadermatidae⁠(d) (pseudo-lilieci-vampir)                                                               |
|                | |
|                | lilieci-potcoavă și alții                                                                               |
|                | |

|  | Megadermatidae⁠(d) (pseudo-lilieci-vampir) |
|  |                                           |
|  | lilieci-potcoavă și alții                 |
|  |                                           |

| Rhinolophoidea | \| \| Megadermatidae⁠(d) (pseudo-lilieci-vampir) \| \| \| \| \| \| lilieci-potcoavă și alții \| \| \| \| |
|                | \| \| Megadermatidae⁠(d) (pseudo-lilieci-vampir) \| \| \| \| \| \| lilieci-potcoavă și alții \| \| \| \| |
|                | Megadermatidae⁠(d) (pseudo-lilieci-vampir)                                                               |
|                | |
|                | lilieci-potcoavă și alții                                                                               |
|                | |

|  | Megadermatidae⁠(d) (pseudo-lilieci-vampir) |
|  |                                           |
|  | lilieci-potcoavă și alții                 |
|  |                                           |

| Rhinolophoidea | \| \| Megadermatidae⁠(d) (pseudo-lilieci-vampir) \| \| \| \| \| \| lilieci-potcoavă și alții \| \| \| \| |
|                | \| \| Megadermatidae⁠(d) (pseudo-lilieci-vampir) \| \| \| \| \| \| lilieci-potcoavă și alții \| \| \| \| |
|                | Megadermatidae⁠(d) (pseudo-lilieci-vampir)                                                               |
|                | |
|                | lilieci-potcoavă și alții                                                                               |
|                | |

|  | Megadermatidae⁠(d) (pseudo-lilieci-vampir) |
|  |                                           |
|  | lilieci-potcoavă și alții                 |
|  |                                           |

| Rhinolophoidea | \| \| Megadermatidae⁠(d) (pseudo-lilieci-vampir) \| \| \| \| \| \| lilieci-potcoavă și alții \| \| \| \| |
|                | \| \| Megadermatidae⁠(d) (pseudo-lilieci-vampir) \| \| \| \| \| \| lilieci-potcoavă și alții \| \| \| \| |
|                | Megadermatidae⁠(d) (pseudo-lilieci-vampir)                                                               |
|                | |
|                | lilieci-potcoavă și alții                                                                               |
|                | |

|  | Megadermatidae⁠(d) (pseudo-lilieci-vampir) |
|  |                                           |
|  | lilieci-potcoavă și alții                 |
|  |                                           |

| Rhinolophoidea | \| \| Megadermatidae⁠(d) (pseudo-lilieci-vampir) \| \| \| \| \| \| lilieci-potcoavă și alții \| \| \| \| |
|                | \| \| Megadermatidae⁠(d) (pseudo-lilieci-vampir) \| \| \| \| \| \| lilieci-potcoavă și alții \| \| \| \| |
|                | Megadermatidae⁠(d) (pseudo-lilieci-vampir)                                                               |
|                | |
|                | lilieci-potcoavă și alții                                                                               |
|                | |

|  | Megadermatidae⁠(d) (pseudo-lilieci-vampir) |
|  |                                           |
|  | lilieci-potcoavă și alții                 |
|  |                                           |

| Rhinolophoidea | \| \| Megadermatidae⁠(d) (pseudo-lilieci-vampir) \| \| \| \| \| \| lilieci-potcoavă și alții \| \| \| \| |
|                | \| \| Megadermatidae⁠(d) (pseudo-lilieci-vampir) \| \| \| \| \| \| lilieci-potcoavă și alții \| \| \| \| |
|                | Megadermatidae⁠(d) (pseudo-lilieci-vampir)                                                               |
|                | |
|                | lilieci-potcoavă și alții                                                                               |
|                | |

|  | Megadermatidae⁠(d) (pseudo-lilieci-vampir) |
|  |                                           |
|  | lilieci-potcoavă și alții                 |
|  |                                           |

| Rhinolophoidea | \| \| Megadermatidae⁠(d) (pseudo-lilieci-vampir) \| \| \| \| \| \| lilieci-potcoavă și alții \| \| \| \| |
|                | \| \| Megadermatidae⁠(d) (pseudo-lilieci-vampir) \| \| \| \| \| \| lilieci-potcoavă și alții \| \| \| \| |
|                | Megadermatidae⁠(d) (pseudo-lilieci-vampir)                                                               |
|                | |
|                | lilieci-potcoavă și alții                                                                               |
|                | |

|  | Megadermatidae⁠(d) (pseudo-lilieci-vampir) |
|  |                                           |
|  | lilieci-potcoavă și alții                 |
|  |                                           |

| Rhinolophoidea | \| \| Megadermatidae⁠(d) (pseudo-lilieci-vampir) \| \| \| \| \| \| lilieci-potcoavă și alții \| \| \| \| |
|                | \| \| Megadermatidae⁠(d) (pseudo-lilieci-vampir) \| \| \| \| \| \| lilieci-potcoavă și alții \| \| \| \| |
|                | Megadermatidae⁠(d) (pseudo-lilieci-vampir)                                                               |
|                | |
|                | lilieci-potcoavă și alții                                                                               |
|                | |

|  | Megadermatidae⁠(d) (pseudo-lilieci-vampir) |
|  |                                           |
|  | lilieci-potcoavă și alții                 |
|  |                                           |

| Rhinolophoidea | \| \| Megadermatidae⁠(d) (pseudo-lilieci-vampir) \| \| \| \| \| \| lilieci-potcoavă și alții \| \| \| \| |
|                | \| \| Megadermatidae⁠(d) (pseudo-lilieci-vampir) \| \| \| \| \| \| lilieci-potcoavă și alții \| \| \| \| |
|                | Megadermatidae⁠(d) (pseudo-lilieci-vampir)                                                               |
|                | |
|                | lilieci-potcoavă și alții                                                                               |
|                | |

|  | Megadermatidae⁠(d) (pseudo-lilieci-vampir) |
|  |                                           |
|  | lilieci-potcoavă și alții                 |
|  |                                           |

| Rhinolophoidea | \| \| Megadermatidae⁠(d) (pseudo-lilieci-vampir) \| \| \| \| \| \| lilieci-potcoavă și alții \| \| \| \| |
|                | \| \| Megadermatidae⁠(d) (pseudo-lilieci-vampir) \| \| \| \| \| \| lilieci-potcoavă și alții \| \| \| \| |
|                | Megadermatidae⁠(d) (pseudo-lilieci-vampir)                                                               |
|                | |
|                | lilieci-potcoavă și alții                                                                               |
|                | |

|  | Megadermatidae⁠(d) (pseudo-lilieci-vampir) |
|  |                                           |
|  | lilieci-potcoavă și alții                 |
|  |                                           |

| Rhinolophoidea | \| \| Megadermatidae⁠(d) (pseudo-lilieci-vampir) \| \| \| \| \| \| lilieci-potcoavă și alții \| \| \| \| |
|                | \| \| Megadermatidae⁠(d) (pseudo-lilieci-vampir) \| \| \| \| \| \| lilieci-potcoavă și alții \| \| \| \| |
|                | Megadermatidae⁠(d) (pseudo-lilieci-vampir)                                                               |
|                | |
|                | lilieci-potcoavă și alții                                                                               |
|                | |

|  | Megadermatidae⁠(d) (pseudo-lilieci-vampir) |
|  |                                           |
|  | lilieci-potcoavă și alții                 |
|  |                                           |

| Rhinolophoidea | \| \| Megadermatidae⁠(d) (pseudo-lilieci-vampir) \| \| \| \| \| \| lilieci-potcoavă și alții \| \| \| \| |
|                | \| \| Megadermatidae⁠(d) (pseudo-lilieci-vampir) \| \| \| \| \| \| lilieci-potcoavă și alții \| \| \| \| |
|                | Megadermatidae⁠(d) (pseudo-lilieci-vampir)                                                               |
|                | |
|                | lilieci-potcoavă și alții                                                                               |
|                | |

|  | Megadermatidae⁠(d) (pseudo-lilieci-vampir) |
|  |                                           |
|  | lilieci-potcoavă și alții                 |
|  |                                           |

| Rhinolophoidea | \| \| Megadermatidae⁠(d) (pseudo-lilieci-vampir) \| \| \| \| \| \| lilieci-potcoavă și alții \| \| \| \| |
|                | \| \| Megadermatidae⁠(d) (pseudo-lilieci-vampir) \| \| \| \| \| \| lilieci-potcoavă și alții \| \| \| \| |
|                | Megadermatidae⁠(d) (pseudo-lilieci-vampir)                                                               |
|                | |
|                | lilieci-potcoavă și alții                                                                               |
|                | |

|  | Megadermatidae⁠(d) (pseudo-lilieci-vampir) |
|  |                                           |
|  | lilieci-potcoavă și alții                 |
|  |                                           |

| Rhinolophoidea | \| \| Megadermatidae⁠(d) (pseudo-lilieci-vampir) \| \| \| \| \| \| lilieci-potcoavă și alții \| \| \| \| |
|                | \| \| Megadermatidae⁠(d) (pseudo-lilieci-vampir) \| \| \| \| \| \| lilieci-potcoavă și alții \| \| \| \| |
|                | Megadermatidae⁠(d) (pseudo-lilieci-vampir)                                                               |
|                | |
|                | lilieci-potcoavă și alții                                                                               |
|                | |

|  | Megadermatidae⁠(d) (pseudo-lilieci-vampir) |
|  |                                           |
|  | lilieci-potcoavă și alții                 |
|  |                                           |

| Rhinolophoidea | \| \| Megadermatidae⁠(d) (pseudo-lilieci-vampir) \| \| \| \| \| \| lilieci-potcoavă și alții \| \| \| \| |
|                | \| \| Megadermatidae⁠(d) (pseudo-lilieci-vampir) \| \| \| \| \| \| lilieci-potcoavă și alții \| \| \| \| |
|                | Megadermatidae⁠(d) (pseudo-lilieci-vampir)                                                               |
|                | |
|                | lilieci-potcoavă și alții                                                                               |
|                | |

|  | Megadermatidae⁠(d) (pseudo-lilieci-vampir) |
|  |                                           |
|  | lilieci-potcoavă și alții                 |
|  |                                           |

| Rhinolophoidea | \| \| Megadermatidae⁠(d) (pseudo-lilieci-vampir) \| \| \| \| \| \| lilieci-potcoavă și alții \| \| \| \| |
|                | \| \| Megadermatidae⁠(d) (pseudo-lilieci-vampir) \| \| \| \| \| \| lilieci-potcoavă și alții \| \| \| \| |
|                | Megadermatidae⁠(d) (pseudo-lilieci-vampir)                                                               |
|                | |
|                | lilieci-potcoavă și alții                                                                               |
|                | |

|  | Megadermatidae⁠(d) (pseudo-lilieci-vampir) |
|  |                                           |
|  | lilieci-potcoavă și alții                 |
|  |                                           |

| Rhinolophoidea | \| \| Megadermatidae⁠(d) (pseudo-lilieci-vampir) \| \| \| \| \| \| lilieci-potcoavă și alții \| \| \| \| |
|                | \| \| Megadermatidae⁠(d) (pseudo-lilieci-vampir) \| \| \| \| \| \| lilieci-potcoavă și alții \| \| \| \| |
|                | Megadermatidae⁠(d) (pseudo-lilieci-vampir)                                                               |
|                | |
|                | lilieci-potcoavă și alții                                                                               |
|                | |

|  | Megadermatidae⁠(d) (pseudo-lilieci-vampir) |
|  |                                           |
|  | lilieci-potcoavă și alții                 |
|  |                                           |

| Rhinolophoidea | \| \| Megadermatidae⁠(d) (pseudo-lilieci-vampir) \| \| \| \| \| \| lilieci-potcoavă și alții \| \| \| \| |
|                | \| \| Megadermatidae⁠(d) (pseudo-lilieci-vampir) \| \| \| \| \| \| lilieci-potcoavă și alții \| \| \| \| |
|                | Megadermatidae⁠(d) (pseudo-lilieci-vampir)                                                               |
|                | |
|                | lilieci-potcoavă și alții                                                                               |
|                | |

|  | Megadermatidae⁠(d) (pseudo-lilieci-vampir) |
|  |                                           |
|  | lilieci-potcoavă și alții                 |
|  |                                           |

| Rhinolophoidea | \| \| Megadermatidae⁠(d) (pseudo-lilieci-vampir) \| \| \| \| \| \| lilieci-potcoavă și alții \| \| \| \| |
|                | \| \| Megadermatidae⁠(d) (pseudo-lilieci-vampir) \| \| \| \| \| \| lilieci-potcoavă și alții \| \| \| \| |
|                | Megadermatidae⁠(d) (pseudo-lilieci-vampir)                                                               |
|                | |
|                | lilieci-potcoavă și alții                                                                               |
|                | |

|  | Megadermatidae⁠(d) (pseudo-lilieci-vampir) |
|  |                                           |
|  | lilieci-potcoavă și alții                 |
|  |                                           |

| Rhinolophoidea | \| \| Megadermatidae⁠(d) (pseudo-lilieci-vampir) \| \| \| \| \| \| lilieci-potcoavă și alții \| \| \| \| |
|                | \| \| Megadermatidae⁠(d) (pseudo-lilieci-vampir) \| \| \| \| \| \| lilieci-potcoavă și alții \| \| \| \| |
|                | Megadermatidae⁠(d) (pseudo-lilieci-vampir)                                                               |
|                | |
|                | lilieci-potcoavă și alții                                                                               |
|                | |

|  | Megadermatidae⁠(d) (pseudo-lilieci-vampir) |
|  |                                           |
|  | lilieci-potcoavă și alții                 |
|  |                                           |

| Rhinolophoidea | \| \| Megadermatidae⁠(d) (pseudo-lilieci-vampir) \| \| \| \| \| \| lilieci-potcoavă și alții \| \| \| \| |
|                | \| \| Megadermatidae⁠(d) (pseudo-lilieci-vampir) \| \| \| \| \| \| lilieci-potcoavă și alții \| \| \| \| |
|                | Megadermatidae⁠(d) (pseudo-lilieci-vampir)                                                               |
|                | |
|                | lilieci-potcoavă și alții                                                                               |
|                | |

|  | Megadermatidae⁠(d) (pseudo-lilieci-vampir) |
|  |                                           |
|  | lilieci-potcoavă și alții                 |
|  |                                           |

| Rhinolophoidea | \| \| Megadermatidae⁠(d) (pseudo-lilieci-vampir) \| \| \| \| \| \| lilieci-potcoavă și alții \| \| \| \| |
|                | \| \| Megadermatidae⁠(d) (pseudo-lilieci-vampir) \| \| \| \| \| \| lilieci-potcoavă și alții \| \| \| \| |
|                | Megadermatidae⁠(d) (pseudo-lilieci-vampir)                                                               |
|                | |
|                | lilieci-potcoavă și alții                                                                               |
|                | |

|  | Megadermatidae⁠(d) (pseudo-lilieci-vampir) |
|  |                                           |
|  | lilieci-potcoavă și alții                 |
|  |                                           |

| Rhinolophoidea | \| \| Megadermatidae⁠(d) (pseudo-lilieci-vampir) \| \| \| \| \| \| lilieci-potcoavă și alții \| \| \| \| |
|                | \| \| Megadermatidae⁠(d) (pseudo-lilieci-vampir) \| \| \| \| \| \| lilieci-potcoavă și alții \| \| \| \| |
|                | Megadermatidae⁠(d) (pseudo-lilieci-vampir)                                                               |
|                | |
|                | lilieci-potcoavă și alții                                                                               |
|                | |

|  | Megadermatidae⁠(d) (pseudo-lilieci-vampir) |
|  |                                           |
|  | lilieci-potcoavă și alții                 |
|  |                                           |

| Rhinolophoidea | \| \| Megadermatidae⁠(d) (pseudo-lilieci-vampir) \| \| \| \| \| \| lilieci-potcoavă și alții \| \| \| \| |
|                | \| \| Megadermatidae⁠(d) (pseudo-lilieci-vampir) \| \| \| \| \| \| lilieci-potcoavă și alții \| \| \| \| |
|                | Megadermatidae⁠(d) (pseudo-lilieci-vampir)                                                               |
|                | |
|                | lilieci-potcoavă și alții                                                                               |
|                | |

|  | Megadermatidae⁠(d) (pseudo-lilieci-vampir) |
|  |                                           |
|  | lilieci-potcoavă și alții                 |
|  |                                           |

| Rhinolophoidea | \| \| Megadermatidae⁠(d) (pseudo-lilieci-vampir) \| \| \| \| \| \| lilieci-potcoavă și alții \| \| \| \| |
|                | \| \| Megadermatidae⁠(d) (pseudo-lilieci-vampir) \| \| \| \| \| \| lilieci-potcoavă și alții \| \| \| \| |
|                | Megadermatidae⁠(d) (pseudo-lilieci-vampir)                                                               |
|                | |
|                | lilieci-potcoavă și alții                                                                               |
|                | |

|  | Megadermatidae⁠(d) (pseudo-lilieci-vampir) |
|  |                                           |
|  | lilieci-potcoavă și alții                 |
|  |                                           |

| Rhinolophoidea | \| \| Megadermatidae⁠(d) (pseudo-lilieci-vampir) \| \| \| \| \| \| lilieci-potcoavă și alții \| \| \| \| |
|                | \| \| Megadermatidae⁠(d) (pseudo-lilieci-vampir) \| \| \| \| \| \| lilieci-potcoavă și alții \| \| \| \| |
|                | Megadermatidae⁠(d) (pseudo-lilieci-vampir)                                                               |
|                | |
|                | lilieci-potcoavă și alții                                                                               |
|                | |

|  | Megadermatidae⁠(d) (pseudo-lilieci-vampir) |
|  |                                           |
|  | lilieci-potcoavă și alții                 |
|  |                                           |

| Rhinolophoidea | \| \| Megadermatidae⁠(d) (pseudo-lilieci-vampir) \| \| \| \| \| \| lilieci-potcoavă și alții \| \| \| \| |
|                | \| \| Megadermatidae⁠(d) (pseudo-lilieci-vampir) \| \| \| \| \| \| lilieci-potcoavă și alții \| \| \| \| |
|                | Megadermatidae⁠(d) (pseudo-lilieci-vampir)                                                               |
|                | |
|                | lilieci-potcoavă și alții                                                                               |
|                | |

|  | Megadermatidae⁠(d) (pseudo-lilieci-vampir) |
|  |                                           |
|  | lilieci-potcoavă și alții                 |
|  |                                           |

| Rhinolophoidea | \| \| Megadermatidae⁠(d) (pseudo-lilieci-vampir) \| \| \| \| \| \| lilieci-potcoavă și alții \| \| \| \| |
|                | \| \| Megadermatidae⁠(d) (pseudo-lilieci-vampir) \| \| \| \| \| \| lilieci-potcoavă și alții \| \| \| \| |
|                | Megadermatidae⁠(d) (pseudo-lilieci-vampir)                                                               |
|                | |
|                | lilieci-potcoavă și alții                                                                               |
|                | |

|  | Megadermatidae⁠(d) (pseudo-lilieci-vampir) |
|  |                                           |
|  | lilieci-potcoavă și alții                 |
|  |                                           |

| Rhinolophoidea | \| \| Megadermatidae⁠(d) (pseudo-lilieci-vampir) \| \| \| \| \| \| lilieci-potcoavă și alții \| \| \| \| |
|                | \| \| Megadermatidae⁠(d) (pseudo-lilieci-vampir) \| \| \| \| \| \| lilieci-potcoavă și alții \| \| \| \| |
|                | Megadermatidae⁠(d) (pseudo-lilieci-vampir)                                                               |
|                | |
|                | lilieci-potcoavă și alții                                                                               |
|                | |

|  | Megadermatidae⁠(d) (pseudo-lilieci-vampir) |
|  |                                           |
|  | lilieci-potcoavă și alții                 |
|  |                                           |

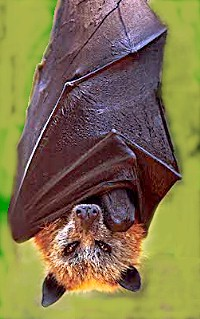
, Acerodon jubatus

În anii 1980, o ipoteză bazată pe dovezi morfologice afirma că Megachiroptera au evoluat capacitatea de zbor separat față de Microchiroptera. Ipoteza primatelor zburătoare⁠(d) propunea că, atunci când adaptările la zbor sunt eliminate, megachiropterele sunt aliate cu primatele după caracteristici anatomice care nu sunt comune cu microchiropterele. De exemplu, creierul megachitopterele are caracteristici avansate. Deși studiile genetice recente susțin cu tărie că liliecii sunt monofiletici, dezbaterea continuă cu privire la însemnătatea dovezilor genetice și morfologice.
Descoperirea în 2003 a unei fosile de liliac de 52 de milioane de ani în Formațiunea Green River⁠(d), Onychonycteris finneyi⁠(d), indică faptul că zborul a evoluat înaintea abilităților de ecolocație. Onychonycteris aveau gheare pe toate cinci degetele ale lor, pe când liliecii moderni au cel mult două gheare pe două degete de la fiecare mână. De asemenea, el avea picioarele din spate mult mai lungi și antebrațele mai scurte, similare mamiferelor cățărătoare care atârnă sub ramuri, cum ar fi leneșii și gibonii. Acest liliac cât palma umană avea aripi scurte și largi, sugerând că aceasta nu putea zbura la fel de repede sau la fel de departe ca speciile ulterioare de lilieci. În loc de a da din aripi în continuu în timp ce zboară, Onychonycteris probabil alterna între datul din aripi și planare. Aceasta sugerează că acest liliac nu zbura la fel de mult ca cei moderni, ci zbura din copac în copac și-și petrecea majoritatea timpului cățărându-se sau agățat de ramuri. Caracteristicile distinctive ale fosilelor de Onychonycteris susțin și ipoteza că zborul mamiferelor a evoluat, cel mai probabil, la locomotorii arboricoli, și nu la alergătorii tereștri. Acest model de dezvoltare a zborului, cunoscut sub numele de „teoria de la copaci în jos”, susține că liliecii au zburat pentru prima dată, profitând de înălțimea și greutatea lor pentru a cădea asupra prăzii, și nu alergând suficient de repede pentru a se ridica de la sol.
Filogenia moleculară este controversată, deoarece indică faptul că microchiropterele nu au un unic strămoș comun, ceea ce ar implica faptul că ar fi avut loc unele transformări aparent puțin probabile. Prima este că ecolocația laringiană a evoluat de două ori la lilieci, o dată la Yangochiroptera și o dată la rhinolophoide. Cea de-a doua este că ecolocația laringiană are o unică origine la chiroptere, care ulterior s-a pierdut în familia Pteropodidae (toate megachiropterele), și mai târziu a evoluat ca sistem de sunete produse cu limba în genul Rousettus. Analize secvenței genei de vocalizare FoxP2 au fost neconcludente în a arăta dacă ecolocația laringiană s-a pierdut în pteropodide sau a fost dobândită în liniile cu ecolocație. Ecolocația probabil a rezultat pentru prima dată la lilieci ca formă de comunicare. Liliecii din eocen Icaronycteris (acum 52 de milioane de ani) și Palaeochiropteryx aveau adaptări craniene care sugerează abilitatea de a detecta ultrasunete. Acest lucru poate să fi fost folosit la început în principal pentru a căuta insecte la sol și a mapa împrejurimile în faza de planare, sau în scop de comunicație. După ce s-a stabilizat adaptarea la zbor, este posibil să fi fost rafinat pentru a identifica prada zburătoare prin ecolocație. Liliecii ar putea să fi căpătat ecolocația printr-un strămoș comun, caz în care aceasta s-a pierdut în megachiropterele din Lumea Veche, doar pentru a fi recăpătat la liliecii-potcoavă; sau ecolocația a evoluat independent atât la Yinpterochiroptera cât și la Yangochiroptera. Analizele genei auzului Prestin par să favorizeze ideea că ecolocația s-a dezvoltat independent de cel puțin două ori, și nu s-a pierdut secundar la pteropodide.

### Clasificarea
Liliecii sunt mamifere placentare. După rozătoare, ele formează cel mai mare ordin, reprezentând aproximativ 20% dintre speciile de mamifere. În 1758, Carl Linnaeus a clasificat cele șapte specii de lilieci cunoscute de el în genul Vespertilio⁠(d) din ordinul Primate. Aproximativ douăzeci de ani mai târziu, naturalistul german Johann Friedrich Blumenbach le-a dat propriul lor ordin, Chiroptera. De atunci, numărul de specii cunoscute a crescut la peste 1.200, tradițional clasificate în două subordine: Megachiroptera⁠(d) și Microchiroptera (liliecii cu ecolocație). Nu toate megachiropterele sunt mai mari decât microchiropterele. Mai multe caracteristici fac distincția între cele două grupuri. Microchiropterele folosesc ecolocația pentru navigare și găsirea prăzii, în timp ce megachiropterele, cu excepția celor din genul Câinii zburători nu, bazându-se în schimb pe văz. În consecință, megachiropterele au un cortex vizual⁠(d) bine dezvoltat și o bună acuitate vizuală. Megachiropterele au o gheară pe al doilea deget al membrelor anterioare. Urechile externe ale microchiropterelor nu se închid pentru a forma un inel; marginile sunt separate una de alta la baza urechii. mega-liliecii mănâncă fructe⁠(d), nectar⁠(d) sau polen, în timp ce majoritatea microchiropterelor mănâncă insecte⁠(d); altele se hrănesc cu fructe, nectar, polen, pește, broaște, mamifere mici, sau sânge.

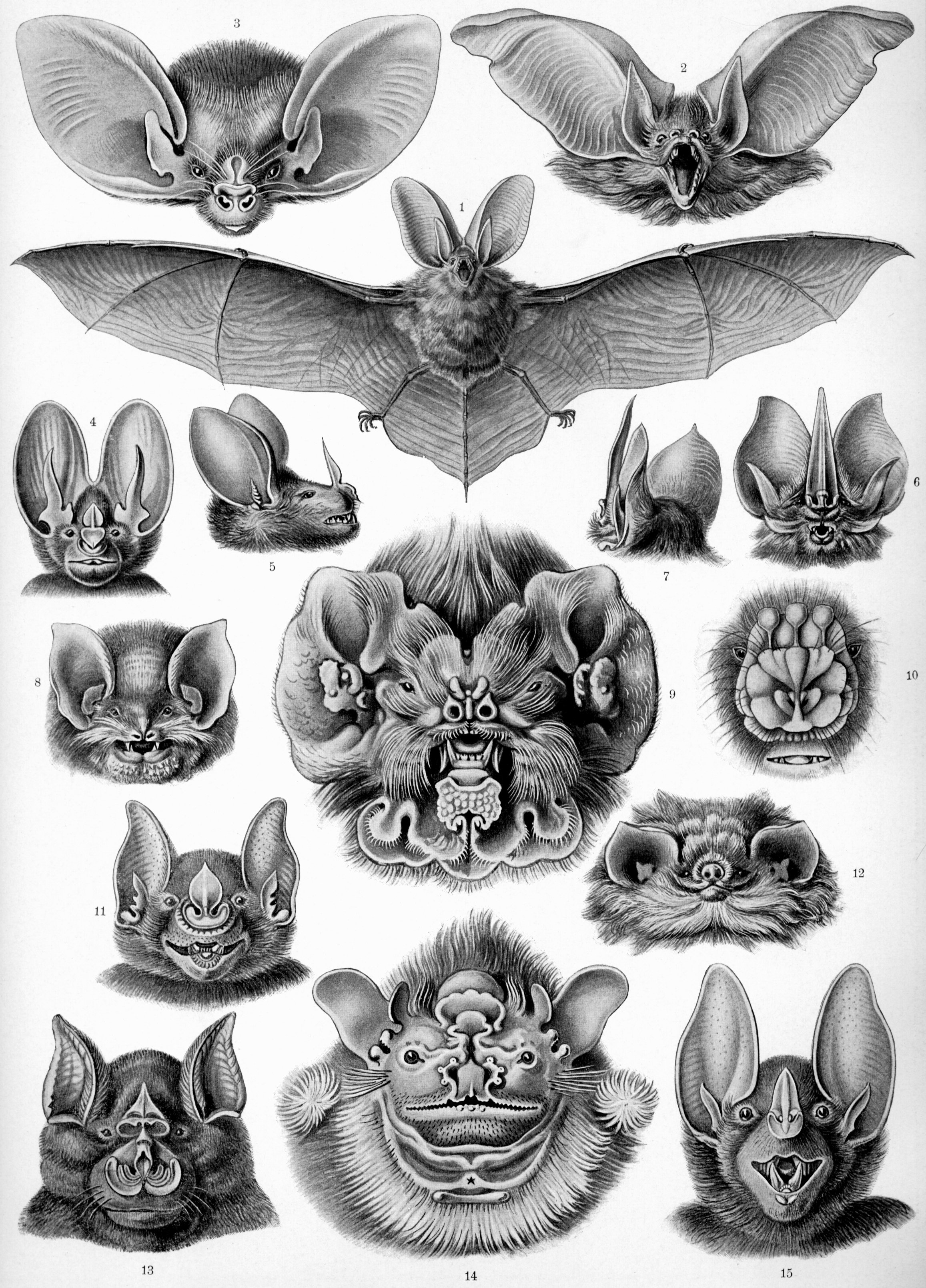
„Chiroptera” din Kunstformen der Natur de Ernst Haeckel, 1904

Următoarea clasificare din Agnarsson și colegii din 2011 reflectă diviziunea tradițională în subordinele megachiroptere și microchiroptere.
- Ordinul Chiroptera[32]
  - Subordinul Megachiroptera
    - Familia Pteropodidae

  - Subordinul Microchiroptera
    - Yangochiroptera⁠(d)(neevaluată)
      - Familia Emballonuridae⁠(d)
      - Familia Furipteridae⁠(d)
      - Familia Miniopterus⁠(d)
      - Familia Molossidae⁠(d)
      - Familia Mormoopidae⁠(d)
      - Familia Mystacinidae⁠(d)
      - Familia Myzopoda⁠(d)
      - Familia Natalidae⁠(d)
      - Familia Noctilio⁠(d)
      - Familia Phyllostomidae⁠(d)
      - Familia Thyroptera⁠(d)
      - Familia Vespertilionidae⁠(d)

    - Rhinolophoidea(neevaluată)
      - Familia liliac-bondar⁠(d)
      - Familia Hipposideridae⁠(d)
      - Familia Megadermatidae⁠(d)
      - Familia Rhinolophidae
      - Familia Rhinopoma⁠(d)

## Anatomia și fiziologia

### Craniul și dentiția

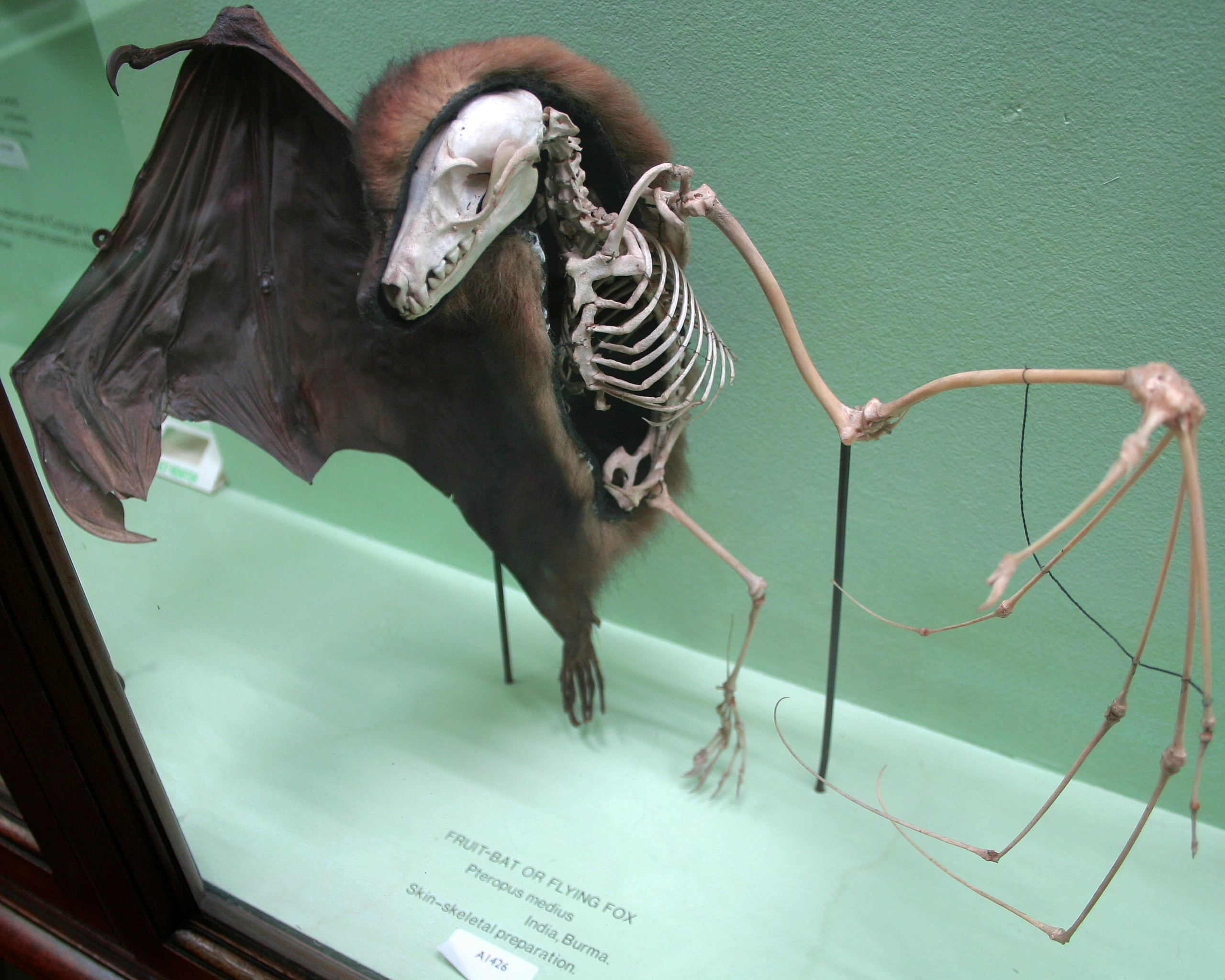
O megachiropteră conservată arată cum se potrivește scheletul în interiorul pielii

Forma capului și a dinților liliecilor pot varia în funcție de specie. În general, megachiropterele au boturile mai lungi, orbite mai mari și urechi mai mici mici, ceea ce le conferă un aspect mai canin, de unde și denumirea de „vulpi zburătoare”. Printre microchiroptere, boturile mai lungi sunt asociate cu hrănirea cu nectar, în timp ce liliecii-vampir au boturi mici cu incisivi și canini mari.
Micii lilieci consumatori de insecte pot avea până la 38 de dinți, în timp ce liliecii-vampir au doar 20. Liliecii care se hrănesc cu insecte cu exoschelet tare au dinți mai puțini dar mai mari cu canini mai lungi și mandibule mai robuste decât speciile care se hrănesc cu insecte cu corp mai moale. La liliecii care se hrănesc cu nectar, caninii sunt lunhi în timp ce dinții din spate sunt reduși. La liliecii care mănâncă fructe, cuspidele dinților din spate sunt adaptate pentru strivire. Incisivilor superiori ai liliecilor-vampir le lipsește smalțul⁠(d), ceea ce îi păstrează ascuțiți. Forța de mușcare la liliecii mici este generată prin avantaj mecanic⁠(d), ceea ce le permite să muște prin platoșa întărită⁠(d) a insectelor sau prin pielea⁠(d) groasă a fructelor.

### Aripile și zborul
Liliecii sunt singurele mamifere capabile de zbor susținut, nu doar de planare⁠(d), ca veverițele zburătoare⁠(d). Cel mai rapid liliac, liliacul mexican fără coadă⁠(d) (Tadarida brasiliensis), poate atinge o viteză⁠(d) de 160 de kilometri pe oră (99160 kilometres per hour (99 mph).
Oasele degetelor liliecilor sunt mult mai flexibile decât cele ale altor mamifere, datorită secțiunii transversale aplatizate și nivelurilor scăzute de calciu în apropiere de vârfuri. Alungirea degetelor la lilieci, un element-cheie necesar pentru dezvoltarea aripilor, se datorează upregulationului⁠(d) proteinelor morfogenetice osoase⁠(d) (Bmp). În timpul dezvoltării embrionare, gena care controlează semnalizarea Bmp, Bmp2⁠(d), este supusă unei expresii crescute la membrele anterioare ale liliecilor—ceea ce are ca rezultat extinderea degetelor. Aceste cruciale modificări genetice ajută la crearea unor membre specializate necesare pentru zbor. Proporția relativă a degetelor speciilor de lilieci existente, comparativ cu liliecii fosili din eocen nu prezintă diferențe semnificative, ceea ce sugerează că morfologia aripilor liliecilor s-a conservat de peste 50 de milioane de ani. În timpul zborului, oasele sunt supuse unor tensiuni de încovoiere și forfecare; tensiunile de încovoiere sunt mai mici decât la mamiferele terestre, dar cele de forfecare sunt mai mari. Oasele aripilor liliecilor au o limită de rupere puțin mai mică decât la păsări.
Ca și la alte mamifere, și spre deosebire de păsări, radiusul este componenta principală a antebrațului. Liliecii au cinci degete alungite, care radiază în jurul încheieturii mâinii. Degetul mare este îndreptat înainte și se sprijină pe muchia frontală⁠(d) aripii, și celelalte degete susțin tensiunea din membrana aripii. Al doilea și al treilea deget merg de-a lungul vârfului aripii, permițând aripii să fie trasă înainte împotriva rezistenței aerodinamice, fără a fi nevoie să fie gros ca la aripile de pterosaur. Al patrulea și al cincilea deget merge de la încheietură la muchia posterioară⁠(d) a aripii, și resping tensiunea la încovoiere cauzată de aerul care împinge în sus membrana rigidă. Datorită articulațiilor flexibile, liliecii sunt mai manevrabili și mai rapizi decât mamiferele care planează.

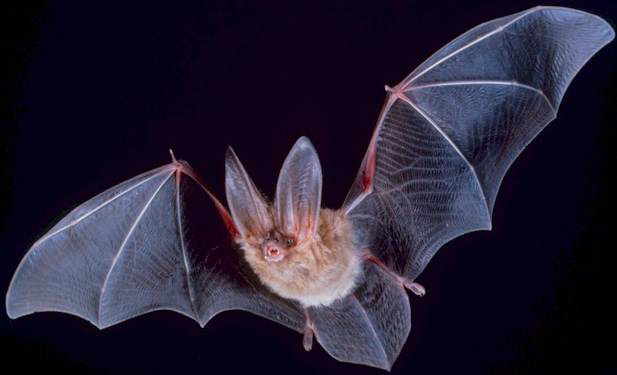
Aripile membranoase (patagia) la Corynorhinus townsendii

Aripile liliecilor sunt mult mai subțiri și formate din mai multe oase decât aripile păsărilor, ceea ce permite liliecilor să manevreze cu mai multă precizie decât cele din urmă, și să zboare cu mai multă portanță și cu mai puțină rezistență a aerului. Plierea aripilor din față pe trupurile lor la cursa în sus îi ajută să economisească 35% din energie în timpul zborului. Membranele sunt delicate, și se rup cu ușurință, dar se pot regenera, și rupturile mici se vindecă repede. Suprafața aripilor este echipată cu receptori tactili sensibili în mici umflături numite celule Merkel⁠(d) care se găsesc și pe degetele oamenilor. Aceste zone delicate sunt diferite la lilieci, fiecare umflătură având un fir mic de păr în centrul, ceea ce o face și mai sensibilă și permite liliacului să detecteze și să se adapteze la schimbarea fluxului de aer; utilizarea principală este de a ajuta la găsirea celei mai eficiente viteze de zbor și, eventual, și a evita pierderea bruscă de portanță⁠(d). Liliecii insectivori pot folosi firele de păr tactile și pentru a efectua manevre complexe pentru a captura prada în zbor.
Patagiul este membrana aripii; ea este întinsă între oasele brațului și ale degetelor, și în partea de jos a corpului între membrele posterioare și coadă. Această membrană de piele este formată din țesut conjunctiv, fibre elastice⁠(d), nervi, mușchi și vase de sânge. Mușchii mențin membrana întinsă în timpul zborului. Măsura în care coada liliacului este atașată de patagiu poate varia în funcție de specie, unele având cozi complet libere sau chiar lipsă. Pielea corpului liliecilor, care are un strat de epidermă și dermă, precum și foliculi de păr⁠(d), glande sudoripare⁠(d) și un stat subcutanat de grăsime, este foarte diferită de pielea de pe membrana aripii. Patagiul este format din două straturi extrem de subțiri de epidermă; aceste straturi sunt separate de un țesut conjunctiv central, bogat în colagen și fibre elastice. Membrana nu are nici foliculi de păr și nici glande sudoripare, cu excepția părții dintre degete. La embrionii de liliac, apoptoza (moartea celulelor) afectează numai membrele posterioare, în timp ce cele anterioare păstrează între ele niște pânze care apoi formează membrana aripilor. Spre deosebire de păsări, ale căror aripi rigide transmit îndoirea și torsiune la umeri, liliecii au un o membrană flexibilă a aripii care poate rezista la tensiune. Pentru a realiza zborul, un liliac își exercită forța spre interior acolo unde membrana întâlnește scheletul, așa că o forță contrară presează pe margine perpendicular pe suprafața aripii. Această adaptare nu permite liliecilor să-și reducă deschiderea aripilor, spre deosebire de păsări, care pot întinde parțial aripile în zbor, reducând anvergura aripilor și întinderea lor pentru planare. Prin urmare, liliecii nu se pot deplasa pe distanțe lungi, ca păsările.
Liliecii ce se hrănesc cu nectar și polen pot sta în aer, similar cu păsările colibri. Marginile frontale ascuțite ale aripilor pot crea vârtejuri, care furnizează portanță⁠(d). Vârtejurile pot fi stabilizate de animale prin schimbarea curburii aripilor.

### Adaptări pentru repaus

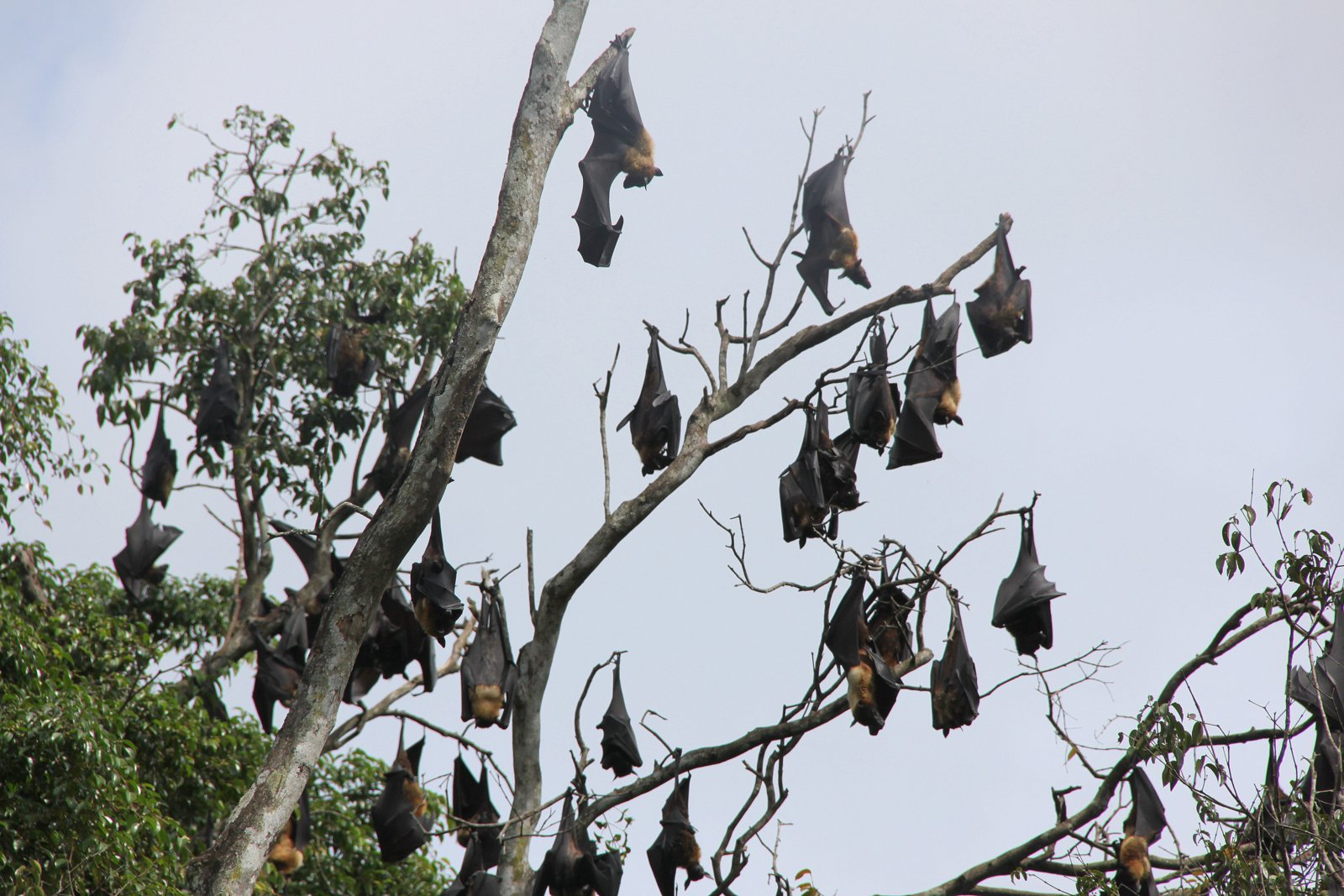
Grup de megachiroptere odihnindu-se.

Când nu zboară, liliecii atârnă cu capul în jos agățați de picioare. Femurul este atașat de șold într-un mod care le permite să se îndoaie spre exterior și în sus în zbor. Articulația gleznei se poate plia pentru a permite marginii posterioare a aripilor să se aplece în jos. Acest lucru nu permite mai multe mișcări, altele decât agățatul sau cățăratul pe copaci. Megachiropterele dorm cu capul strâns spre abdomen, în vreme ce majoritatea microchiropterelor dorm cu gâtul curbate spre spate. Această diferență se reflectă în structura vertebrelor cervicale⁠(d) ale celor două grupuri, care sunt în mod clar distincte. Tendoanele permit liliecilor să-și blocheze picioarele strânse atunci când se agață de o creangă. Este nevoie de aplicarea unei forțe musculare pentru a-și da drumul, dar nu și pentru a ține strâns.

### Sistemele interne
Liliecii au un sistem circulator eficient. Ei par să beneficieze de o venomișcare deosebit de puternică, o contracție ritmică a mușchilor pereților venoși. La cele mai multe mamifere, pereții venelor asigură, în principal, rezistență pasivă, menținându-le forma pentru ca sângele neoxigenat să curgă prin ele, dar la lilieci ele par să sprijine activ fluxul sânge înapoi la inimă cu această acțiune de pompare. Deoarece corpurile lor sunt relativ mici și ușoare, liliecii nu sunt expuși riscului ca sângele să li se concentreze în cap, atunci când stau agățați în repaus.
Liliecii posedă un sistem respirator adaptat pentru a face față cerințelor zborului propulsat, o activitate mare consumatoare de energie, care necesită un transfer continuu și masiv de oxigen. La lilieci, suprafața alveolară relativă și volumul de sânge din capilarele pulmonare sunt mai mari decât la cele mai multe alte mamifere patrupede. Din cauza limitărilor plămânilor mamiferelor, liliecii nu se pot menține în zbor la altitudini mari.
Cu țesutul membranos extrem de subțire, un liliac poate contribui semnificativ pentru organism la eficiența schimbului de gaze. Din cauza cererii mari de energie în zbor, corpul liliacului îndeplinește aceste cerințe prin schimbul de gaze prin patagiul aripilor. Când liliecii întind aripile, ele permit creșterea raportului suprafață-volum. Suprafața aripilor este aproximativ 85% din suprafața totală a corpului, ceea ce dă posibilitatea unui schimb de gaze foarte eficient. Casele subcutanate din membrană se află foarte aproape de suprafață și permit difuzia de oxigen și dioxid de carbon.
Sistemul digestiv la lilieci are diferite adaptări în funcție de specia de liliac și de dieta sa. Ca și în alte animale care zboară, alimentele sunt procesate rapid și eficient pentru a ține pasul cu cererea de energie. Liliecii insectivori pot avea anumite enzime digestive⁠(d) pentru a procesa mai bine insectele, cum ar fi chitinaze⁠(d) pentru a descompune chitina, care este o componentă importantă în corpul insectelor. Liliecii-vampir, probabil din cauza hrănirii lor cu sânge, sunt singurele vertebrate care nu au enzima maltază⁠(d), care descompune maltoza în tractul intestinal. Liliecii nectivori și frugivori au mai multă maltază și zaharază⁠(d) decât insectivorii, pentru a face față conținutului mai mare de zahăr din dieta lor.
Adaptările rinichilor liliecilor variază în funcție de modul de hrănire. Liliecii carnivori consumă cantități mari de proteine și pot produce o urină concentrată, în vreme ce liliecilor frugivori le lipsește capacitatea aceasta și au în schimb rinichii adaptați pentru retenție de electroliți din cauza dietei lor sărace în electroliți.
Structura uterină a femelelor poate varia în funcție de specie, unele având două coarne uterine⁠(d), în timp ce altele au o singură cameră principală.

### Simțurile

#### Ecolocația
Microchiropterele și unele megachiroptere emit ultrasunete pentru a produce ecou. Prin compararea impulsului produs cu ecourile receptate, creierul și sistemele nervos și auditiv pot produce imagini detaliate ale împrejurimilor. Aceasta permite liliecilor să detecteze, să localizeze și să clasifice prada pe întuneric. Țipetele liliecilor sunt unele dintre cele mai puternice sunete produse în aer de animale, și pot varia în intensitate de la 60 la 140 de decibeli. Microchiropterele își folosesc laringele pentru a crea ultrasunete, și le produc prin gură și uneori în nas. Acesta din urmă este cel mai pronunțat la liliecii cu potcoavă (Rhinolophus spp.). Microchiropterele produc sunete în intervalul de frecvență de la 14.000 la peste 100.000 Hz, dincolo de spectrul auzului uman (între 20 și 20.000 Hz). Diversele grupuri de lilieci au evoluat extensii cărnoase în jurul și deasupra nărilor, care joacă un rol în transmiterea sunetelor.

Principiul de ecolocației liliecilor: sunetul produs este reprezentat cu portocaliu, ecoul cu verde

În ciclurile puternice de ecolocație, liliecii emit sunete continuu și disting sunetul produs de ecou prin frecvență. Urechile acestor lilieci sunt adaptate la un anumit interval restrâns de frecvență. Ei produc sunete în afara acestui interval pentru a nu asurzi. Apoi au recepționează ecoul în gama de frecvență resrânsă, profitând de deplasarea Doppler produsă de propria mișcare în zbor. Efectul Doppler face ca ecoul să conțină informații referitoare la mișcarea și locația prăzii. Acești lilieci trebuie să aibă grijă de deplasarea Doppler cauzată de modificarea vitezei lor de zbor. Ei s-au adaptat pentru a schimba frecvența sunetelor emise în funcție de viteza lor de zbor astfel încât ecoul să se întoarcă gama optimă pentru auz.
Pe lângă ecolocarea prăzii, urechile liliecilor sunt sensibile și la vibrații aripilor fluturilor aripi, la sunetele produse de abdomenul unor insecte⁠(d), și la mișcarea prăzii târâtoare, cum ar fi miriapodele și urechelnițele. Geometria complexă a crestelor de pe suprafața interioară a urechilor liliecilor îi ajută să-și concentreze brusc semnalele de ecolocație, și să asculte pasiv orice alte sunete produse de pradă. Aceste creste pot fi văzute ca un fel de lentile Fresnel⁠(d) acustice, și există la o mare varietate de animale care nu au legătură cu liliecii, cum ar fi ai-ai, galago mici⁠(d), vulpea urecheată⁠(d), lemurul-șoarece⁠(d), și altele. Liliecii pot estima înălțimea la care se află ținta lor, folosind modele de interferență din ecourile reflectate în tragus⁠(d), un fald de piele în urechea externă.

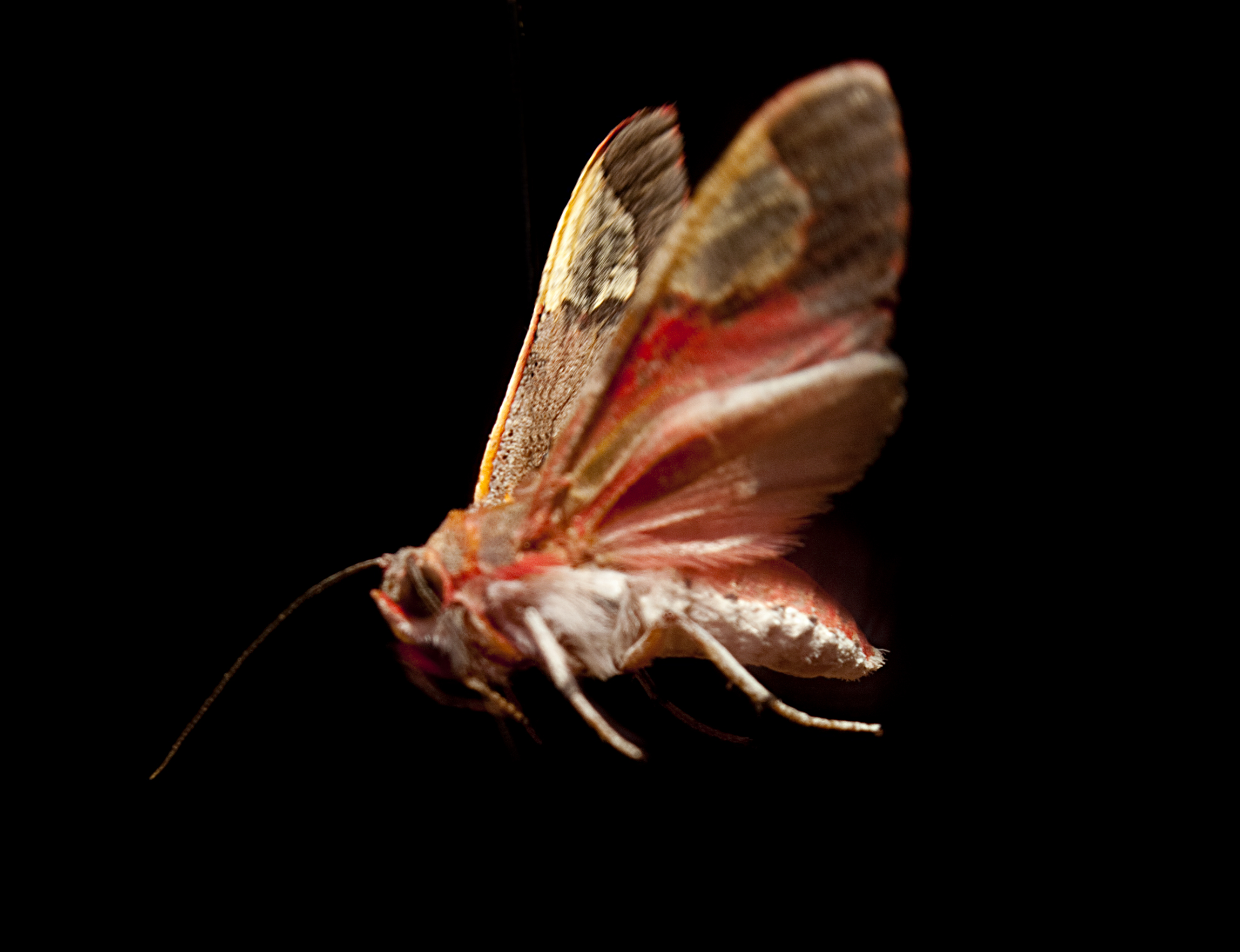
(Bertholdia trigona) poate ecolocația liliecilor.

Prin scanări repetate, liliecii pot construi mental o imagine exactă a mediului în care se deplasează și a prăzii lor. Unele specii de molii au exploatat acest lucru, ca de exemplu molia-tigru⁠(d), care produce ultrasunete aposematice⁠(d) pentru a le sugera liliecilor că sunt protejate chimic și, prin urmare, lipsite de gust. Specii de molie, ca molia-tigru, pot produce semnale care bruiază ecolocația liliecilor⁠(d). Multe specii de molie au un organ auditiv timpanic, care răspunde la primirea unui semnal făcând mușchii moliei să zvâcnească haotic în zbor, făcând molia să zboare aleator și să evite prădătorul.

#### Vederea
Ochii celor mai multe specii de microchiroptere sunt mici și slab dezvoltați, ceea ce duce la o slabă acuitate vizuală, dar nicio specie nu este oarbă. Majoritatea microchiropterelor au vedere mesopică, adică pot detecta doar lumina la niveluri scăzute, în timp ce alte mamifere au vedere fotopică, adică pot vedea în culori. Microchiropterele își pot folosi vederea pentru orientare și în timp ce călătoresc între zonele de repaus și cele de hrănire, ecolocația fiind eficientă numai pe distanțe scurte. Unele specii pot detecta ultraviolete (UV). Cum corpurile unor microchiroptere au culori diferite, acestea ar putea să distingă culorile.
Megachiropterele au adesea vederea la fel de bună, dacă nu mai bună, ca a omului. Vederea lor este adaptată atât vederii de noapte cât și vederii la lumina zilei, inclusiv unele care văd în culori.

#### Câmpul magnetic
Microchiropterele folosesc și magnetorecepția, având o sensibilitate ridicată la câmpul magnetic al Pământului⁠(d), ca și păsările. Microchiropterele au o busolă internă pe bază de polaritate, ceea ce înseamnă că ele disting nordul de sud, spre deosebire de păsări, care folosesc intensitatea câmpului magnetic pentru a diferenția latitudinea, ceea ce poate fi folosit în călătorii pe distanțe lungi. Mecanismul este necunoscut, dar poate implica particule de magnetit.

### Termoreglajul

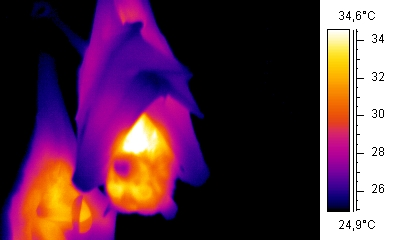
Imaginea termică a unui liliac, folosind aerul ca izolație

Majoritatea liliecilor sunt homeotermi⁠(d) (au o temperaturii stabilă a corpului), excepție făcând familiile Vespertilionidae, Rhinolophidae și Miniopteridae, care prezintă heterotermie⁠(d) (temperatură variabilă a corpului). Comparativ cu alte mamifere, liliecii au o mare conductivitate termică. Aripile sunt umplute cu vasele de sânge, și corpul pierde căldură atunci ele sunt întinse. În repaus, ei se pot înveli cu aripile pentru a capta un strat de aer cald. Liliecii mai mici au, în general, o rată metabolică mai mare decât liliecii mai mari, și deci trebuie să consume mai multe alimente, pentru de a-și menține homeotermia.
Liliecii pot evita să zboare în timpul zilei pentru a preveni supraîncălzirea la soare, deoarece membrana închisă la culoare a aripilor absoarbe radiația solară. Liliecii nu pot disipa căldură dacă temperatura ambiantă este prea mare; ei folosesc saliva să se răcească în condiții extreme. Printre megachiroptere, vulpea zburătoare Pteropus hypomelanus⁠(d) folosește saliva și ventilația cu ajutorul aripilor pentru a se răcori în repaus în cea mai caldă parte a zilei. Dintre microchiroptere, Myotis yumanensis, liliacul mexican fără coadă și liliacul palid (Antrozous pallidus) fac față la temperaturi de până la 45 de grade Celsius intensificându-și respirația, salivând și lingându-și blana pentru a promova răcirea prin evaporare; aceasta este suficientă pentru a disipa dublul căldurii produse prin metabolism.
Lilieci posedă și un sistem de sfinctere în partea arterială a rețelei vasculare de-a lungul marginii aripilor. Atunci când sunt complet deschise, acestea permit sângelui oxigenat să curgă prin rețelele de capilare de-a lungul membranei aripii; când se contractă, sângele este trimis direct în vene, ocolind capilarele din aripi. Aceasta permite liliecilor să controleze cât de multă căldură se schimbă prin membrană în zbor, permițându-le să elibereze căldură în timpul zborului. Multe alte mamifere folosesc rețeaua capilară din urechile supradimensionate în același scop.

#### Letargia
Letargia⁠(d), o stare de activitate redusă în care temperatura corpului și metabolismul scad, este utilă mai ales pentru microchiroptere, întrucât ele folosesc o cantitate mare de energie când sunt active, depind de o sursă de hrană instabilă, și au o capacitate limitată de stocare a grăsimii. În această stare, își scad în general temperatura corpului la 6–30 °C, și pot reduce consumul de energie cu 50 până la 99%. Circa 97% din toate microchiropterele devin letargice. Liliecii tropicali o pot folosi pentru a evita prădătorii, reducând cantitatea de timp petrecută în căutare de hrană și reducând astfel șansa de a fi prinși de un prădător. Megachiropterele erau în general considerate a fi homeotherme, dar se știe că trei specii de megachiroptere mai mici, cu masa de circa 50 g, prezintă starea de letargie: liliecii blossom australieni⁠(d) (Syconycteris australis), Macroglossus minimus⁠(d) și Nyctimene robinsoni⁠(d). Aceste stări țin mai mult timp vara decât iarna la megachiroptere.

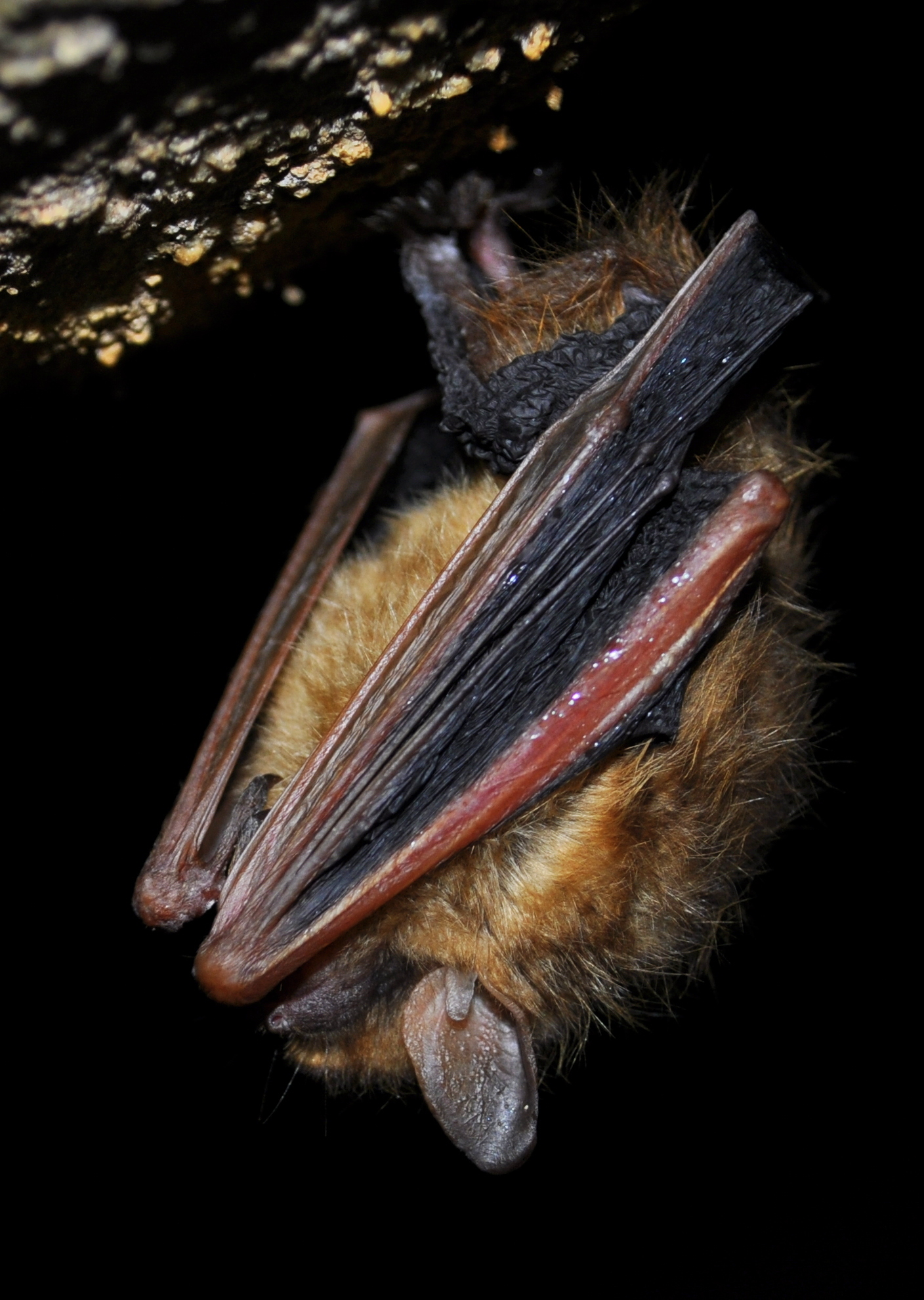
(Perimyotis subflavus) în

În timpul hibernării, liliecii intră într-o stare de letargie și își reduc temperatura corpului timp de 99,6% din perioada de hibernare; chiar și în pauzele de hibernare, când revin cu temperatura corpului la normal, uneori intră într-o letargie superficială, denumită „trezire heterotermică”. Unii lilieci își reduc funcțiile organismului la temperaturi mari pentru a se răcori în lunile de vară.
Liliecii heterotermi pot zbura în timpul migrațiilor lungi pe timp de noapte, pentru a se odihni în letargie pe timp de zi. Spre deosebire de păsările migratoare, care zboară ziua și se hrănesc noaptea, liliecii nocturni au un conflict între deplasare și hrănire. Energia conservată le reduce atât necesarul de hrană, cât și durata migrației, ceea ce s-ar putea să îi ajute a evita să petreacă prea mult timp în locuri necunoscute pentru a nu fi atacați de prădători. La unele specii, femelele gestante nu pot intra în starea de letargie.

### Mărimea
Cel mai mic liliac este liliacul-bondar⁠(d) (Craseonycteris thonglongyai), care are 29–34 mm lungime cu o anvergură a aripilor de 15 cm, și cântărește 2–2,6 g. Se poate spune și că este probabil cea mai mică specie existentă⁠(d) de mamifer, alături de scorpia etruscă⁠(d). Cei mai mari lilieci sunt câteva specii de megachiroptere din genul pteropus⁠(d) și liliacul regal⁠(d), (Acerodon jubatus), care poate cântări 1,6 kg cu o anvergură a aripilor de 1,7 m. Liliecii mai mari tind să folosească la ecolocație frecvențe mai joase, iar cei mai mici să folosească frecvențe mai înalte; ecolocația de înaltă frecventă este mai eficientă la detectarea prăzii mai mici. Prada mică poate fi absentă din alimentația liliecilor mari, deoarece ei nu o pot detecta. Adaptările unei anume specii de liliac pot influența direct tipurile de pradă care îi sunt disponibile.

## Ecologia

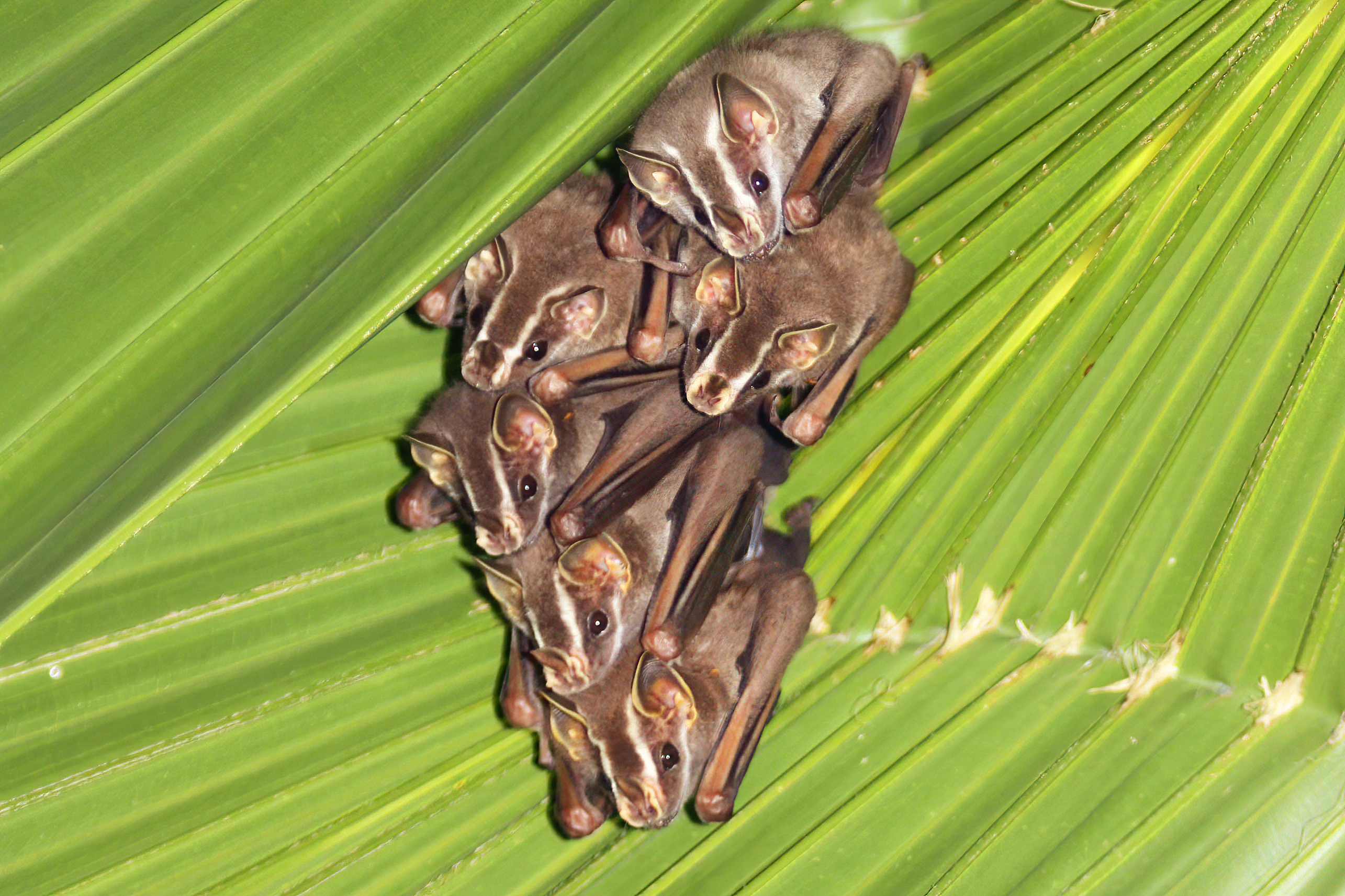
Uroderma bilobatum in Costa Rica

Zborul le-a permis liliecilor să devină unul dintre cele mai larg răspândite grupuri de mamifere. În afara Arcticii, Antarcticii și a câtorva insule izolate, există lilieci în aproape orice habitat de pe Pământ. Zonele tropicale tind să aibă mai multe specii decât cele temperate. Specii diferite aleg habitate diferite în anotimpuri diferite, de la litoral la munte și deșert, dar au nevoie de adăposturi potrivite. Liliecii se adăpostesc în văi, crevase, pe ramurile arborilor și chiar în structuri antropice, unii lilieci construindu-și chiar și „corturi” din frunze. Megachiropterele se adăpostesc cel mai adesea în copaci. Majoritatea microchiropterelor sunt nocturne iar megachiropterele sunt de regulă diurne⁠(d) sau crepusculare⁠(d).
În zonele temperate, unele microchiroptere migrează la sute de kilometri pentru niște vizuini de hibernare; alții intră în letargie pe vreme rece, trezindu-se și hrănindu-se atunci când încălzirea vremii permite activitatea insectelor. Altele se retrag în peșteri pentru iarnă și hibernează timp de până la șase luni. Microchiropterele zboară foarte rar pe timp de ploaie; ploaia le bruiază ecolocația, și nu pot vâna. Câteva specii, ca liliacul neozeelandez cu coadă scurtă⁠(d) și liliacul-vampir comun⁠(d) sunt agile și pe sol.

### Hrana și hrănirea
Fiecare specie de liliac are dieta ei, formată inclusiv din insecte, nectar, polen, fructe și chiar vertebrate. Megachiropterele consumă mai ales fructe, nectar și polen. Din cauza dimensiunilor mici, metabolismului intensiv și a consumului rapid de energie în timpul zborului, liliecii trebuie să consume cantități mari de hrană comparativ cu dimensiunea lor. Liliecii insectivori pot mânca peste 120% din greutatea lor, în timp ce liliecii frugivori pot mânca până la dublul greutății lor. Ei pot călători pe distanțe importante în fiecare noapte, excepțional până la 38,5 km la liliacul pătat (Euderma maculatum⁠(d)), în căutare de hrană. Liliecii utilizează o varietate de strategii de vânătoare. Ei își obțin majoritatea apei din hrană; multe specii beau și din surse de apă ca lacurile și râurile, zburând peste suprafața apei și coborându-și limba în apă.
Chiropterele în ansamblul lor sunt în curs de pierdere a capacității de a sintetiza vitamina C. Într-un test efectuat pe 34 de specii de liliac din șase familii majore, inclusiv marile familii insectivore și frugivore, s-a constatat că toate au pierdut capacitatea de a o sintetiza și această pierdere poate deriva de la un unic strămoș comun, ca mutație unică. Cel puțin două specii de liliac, una frugivoră (Rousettus leschenaultii) și una insectivoră (Hipposideros armiger), și-au păstrat capacitatea de a produce vitamina C.

#### Insecte
Cele mai multe microchiroptere, mai ales în zonele temperate, se hrănesc cu insecte. Hrana unui liliac insectivor poate cuprinde mai multe specii, inclusiv muște, cărăbuși, molii, lăcuste⁠(d), greieri, termite, albine, viespi, efemeride și frigane. Mulți lilieci mexicani cu coadă liberă (Tadarida brasiliensis) zboară la sute de metri înălțime pentru a se hrăni cu moliile aflate în migrație. Speciile care vânează insecte în zbor, ca liliacul mic maroniu⁠(d) (Myotis lucifugus), pot să prindă o insectă în aer cu gura, și să o mănânce tot în aer, sau să-și folosească membrana cozii sau aripile pentru a aduna insecte și a le duce la gură. Liliacul poate transporta insectele și înapoi la adăpost pentru a le mânca acolo. Speciile de liliac mai lente, ca liliacul urecheat brun⁠(d) (Plecotus auritus) și multe specii de liliac-potcoavă, pot să ia sau să adune insecte din vegetație sau să le vâneze stând pe ramuri. Liliecii insectivori care trăiesc la mari latitudini trebuie să consume pradă cu valoare energetică mai mare decât liliecii tropicali.

#### Fructe și nectar

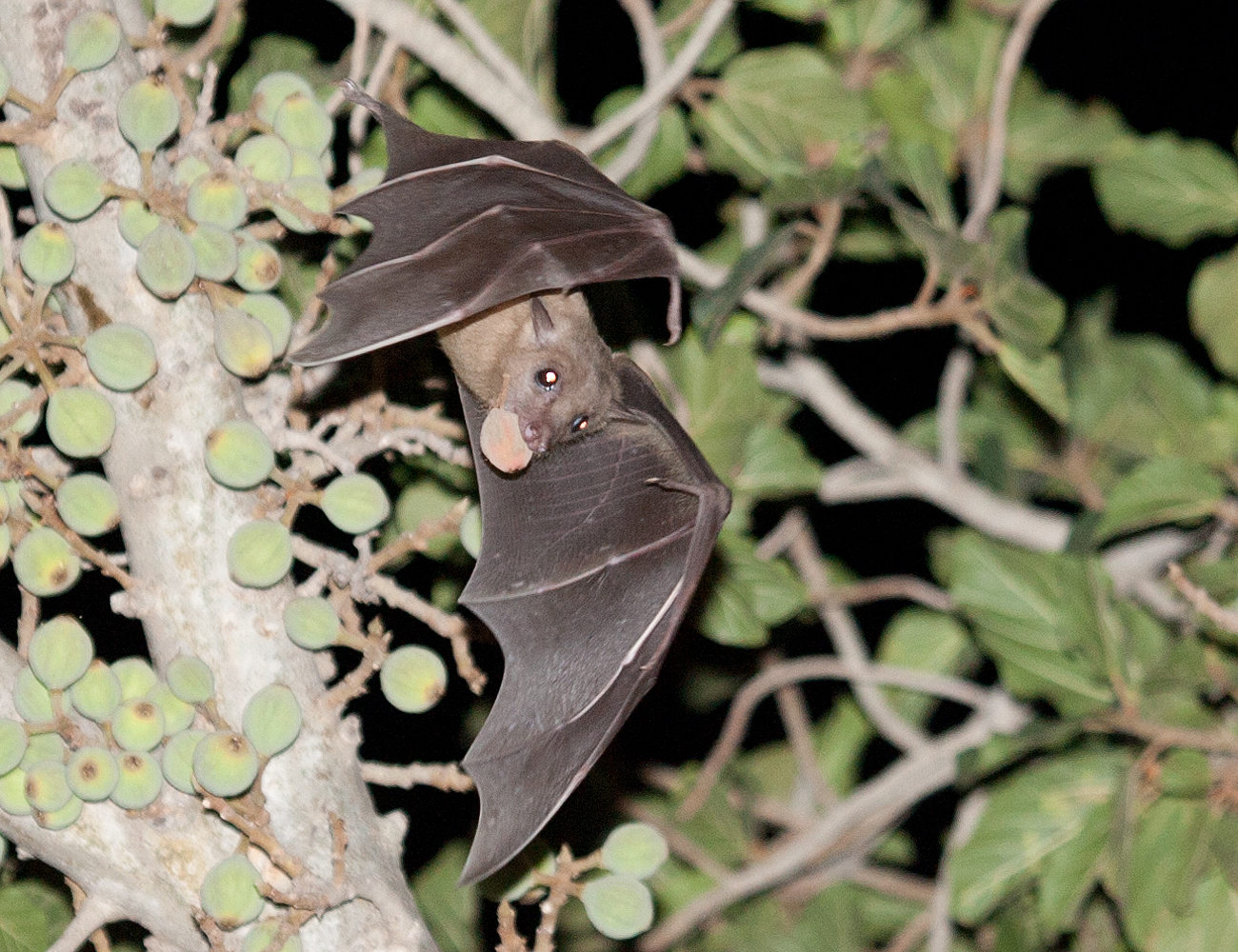
Un (Rousettus aegyptiacus) ducând o

Consumul de fructe se găsește la ambele mari subordine. Liliecii preferă fructele coapte, pe care le smulg din copaci cu dinții. Ei zboară înapoi la adăpost pentru a le consuma, sugând sucul și scuipând semințele și pulpa pe pământ. Aceasta ajută la împrăștierea semințelor acestor arbori fructiferi, care pot astfel crește acolo unde le-au lăsat liliecii, multe specii de plante depinzând de lilieci pentru răspândirea semințelor⁠(d). Liliacul frugivor jamaican⁠(d) (Artibeus jamaicensis) a fost observat ducând fructe de 3–14 g sau chiar 50 g.
Liliecii care consumă nectar au dezvoltat adaptări specializate. Acești lilieci au boturi lungi și limbi lungi și extensibile acoperite cu peri fini care îi ajută să se hrănească cu anumite plante și flori. Liliacul nectarivor ecuadorian⁠(d) (sau „cu buzele țuguiate”, Anoura fistulata) are cea mai mare limbă din toate mamiferele relativ la dimensiunea corpului. Aceasta le conferă beneficii în termeni de polenizare și hrănire. Limbile lor lungi și înguste pot ajunge la mare adâncime în unele flori în formă de cupă alungită. Când se retrage, limba se înfășoară în interiorul cutiei toracice. Din cauza acestor caracteristici, liliecii nectarivori nu pot recurge cu ușurință la alte forme de hrană în caz de penurie, ceea ce îi face să fie mai susceptibili la dispariție decât alte tipuri de liliac. Hrănirea cu nectar ajută și o varietate de plante, întrucât acești lilieci servesc drept polenizatori⁠(d), întrucât polenul li se prinde de blană în timp ce se hrănesc. Circa 500 de specii de plante cu flori se bazează pe polenizarea liliecilor și deci tind să aibă florile deschise pe timp de noapte. Multe plante din pădurile tropicale depind de polenizarea făcută de lilieci.

#### Vertebrate

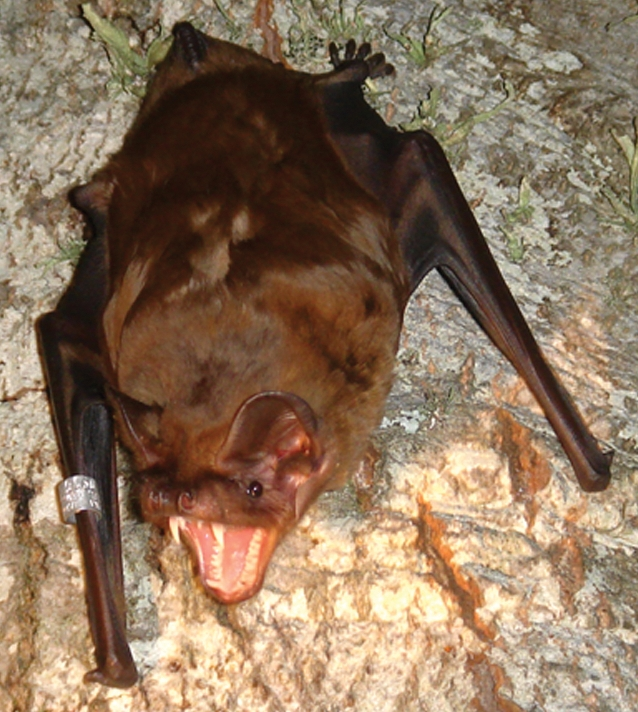
(Nyctalus lasiopterus) își folosește dinții mari pentru a prinde păsări.

Unii lilieci vânează vertebrate, cum ar fi pești, broaște, șopârle, păsări și mamifere. Liliacul cu buze franjurate⁠(d) (Trachops cirrhosus), de exemplu, se pricepe să prindă broaște. Acești lilieci reperează mari grupuri de broaște după zgomotele lor de împerechere, apoi le apucă de la suprafața apei cu caninii ascuțiți. Liliacul mare de amurg⁠(d) poate prinde păsări în zbor. Unele specii, cum ar fi liliacul-bulldog (Noctilio leporinus⁠(d)) vânează pești. Ei și folosesc ecolocația pentru a detecta mici unde pe suprafața apei, apoi plonjează și își folosesc ghearele mari de la picioarele din spate pentru a apuca peștii, apoi își duc hrana la adăpost pentru a o consuma. Se știe de cel puțin două specii de liliac care se hrănesc cu alți lilieci: falsul liliac-vampir⁠(d) (Vampyrum spectrum), și liliacul-fantomă⁠(d) (Macroderma gigas) din Australia.

#### Sânge

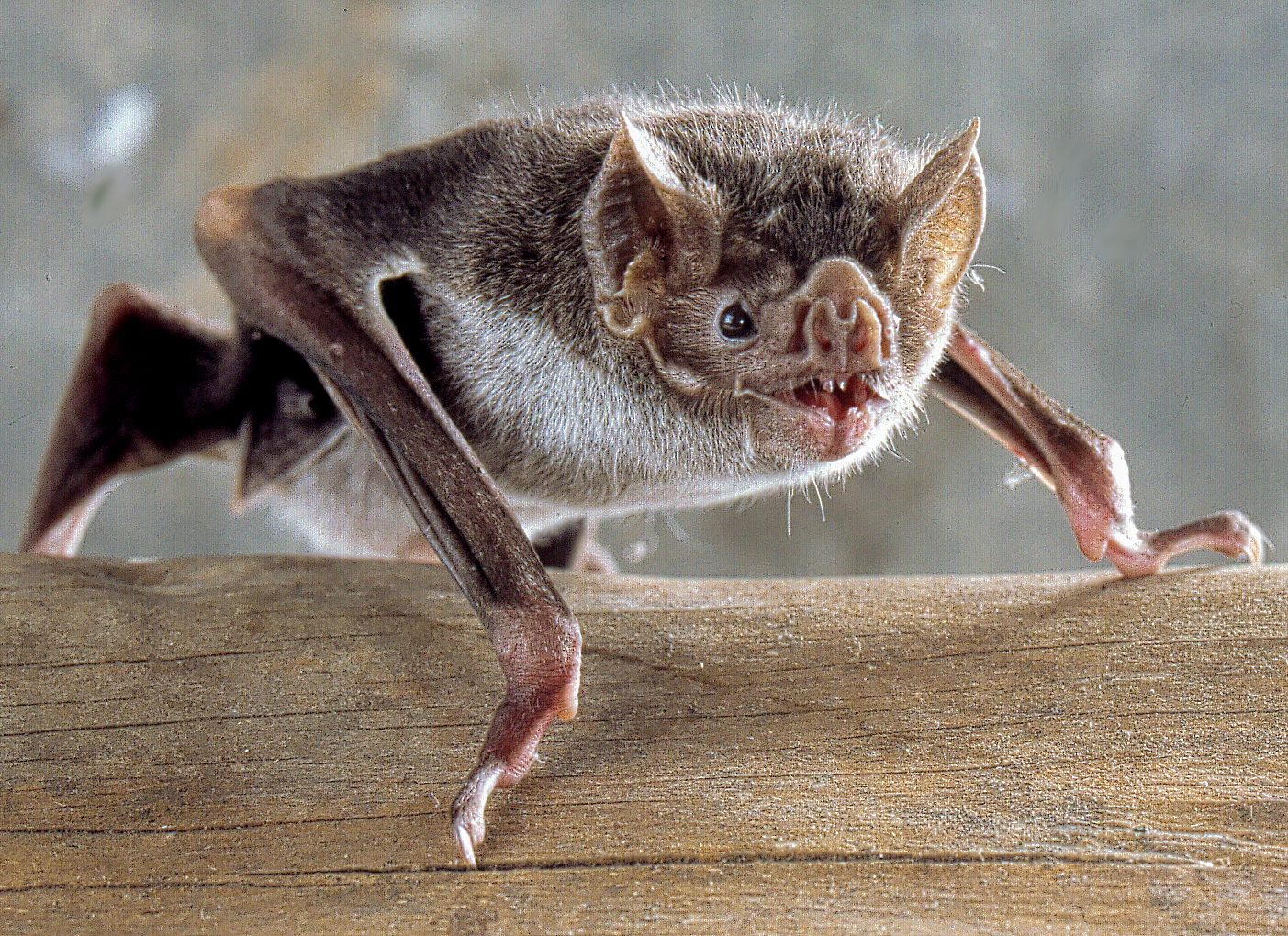
(Desmodus rotundus) se hrănește cu sânge (hematofagie).

Câteva specii, mai ales liliecii-vampir comuni, cu aripi albe⁠(d), și cu picioare păroase⁠(d), se hrănesc numai cu sânge de animale (hematofagie). Liliacul-vampir comun se hrănește de obicei cu mamifere mari, cum ar fi vitele; cei cu picioare păroase și cu aripi albe se hrănesc cu păsări. Liliecii-vampir atacă prada în timpul somnului și pot detecta respirația adâncă. Senzorii de temperatură de pe nas îi ajută să găsească vasele de sânge de lângă suprafața pielii. Ei perforează pielea animalului cu dinții, îndepărtând o mică porțiune, și apoi ling sângele cu limbile, care au șanțuri laterale adaptate în acest scop. Sângele este împiedicat să se coaguleze de o substanță anticoagulantă din salivă.

### Prădători, paraziți și boli
Liliecii sunt supuși atacurilor păsărilor de pradă, cum ar fi bufnițe, ereți⁠(d) și șoimi, iar în adăposturi, celor ale prădătorilor tereștri capabili să se cațere, cum ar fi pisicile. Sunt cunoscute douăzeci de specii de șerpi tropicali din Americi care prind lilieci, adesea așteptând la intrarea adăposturilor lor, cum ar fi peșterile, să treacă lilieci. J. Rydell și J. R. Speakman susțin că liliecii au evoluat în animale nocturne la începutul și mijlocul perioadei eocen prin selecția naturală a celor care pot astfel evita prădătorii. Unii zoologi consideră însă că dovezile în acest sens sunt încă neconcludente.

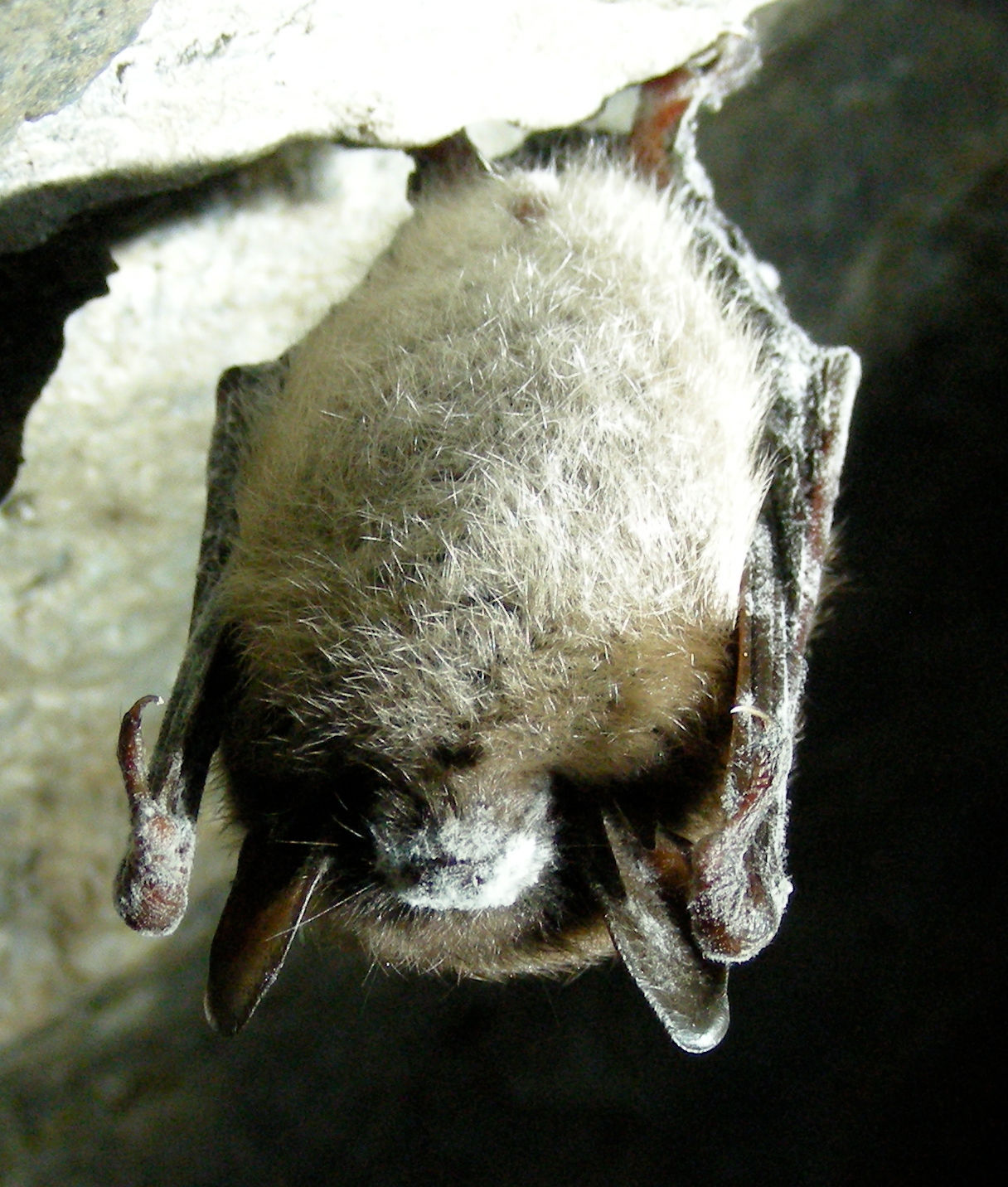
bolnav de

Printe ectoparaziți, liliecii poartă purici și acarieni⁠(d), precum și paraziți specifici, cum ar fi Nycteribiidae⁠(d) și Streblidae⁠(d). Liliecii se numără printre puținele ordine de mamifere neacvatice care nu au păduchi, posibil datorită competiției din partea paraziților mai specializați care ocupă aceeași nișă.
Sindromul nasului alb⁠(d) este o boală asociată cu moartea a milioane de lilieci în estul Statelor Unite⁠(d) și Canada. Boala își trage numele de la o ciupercă albă, Pseudogymnoascus destructans⁠(d), găsită pe botul, urechile și aripile liliecilor afectați. Această ciupercă se împrăștie mai ales de la liliac la liliac și produce boala. A fost descoperită pentru prima oară în centrul statului New York în 2006 și s-a răspândit rapid pe toată coasta de est a Statelor Unite la nord de Florida; în majoritatea peșterilor afectate, rata mortalității este de 90–100%. Din 2006, în New England și în statele americane mijlociu-atlantice, întregi specii au dispărut complet, iar altora le-au scăzut efectivele de la  câteva sute de mii sau chiar milioane, la câteva sute sau mai puțin. În Nova Scotia, Quebec, Ontario și New Brunswick s-au constatat mortalități similare, guvernul canadian făcând pregătiri pentru protejarea tuturor populațiilor rămase de pe teritoriul lor. Dovezile științifice sugerează că iernile mai lungi în care ciuperca are mai mult timp pentru a infecta liliecii duc la mortalitate mai mare. În 2014, infecția a trecut fluviul Mississippi, iar în 2017, a fost observată la lilieci din Texas.
Liliecii sunt bazin natural pentru un mare număr de patogeni zoonotici, inclusiv rabia⁠(d), endemică la multe populații de lilieci, histoplasmoza⁠(d) atât directă cât și în guano, virusurile Nipah și Hendra, și posibil pentru virusul ebola⁠(d). Mobilitatea lor mare, larga distribuție, durata lungă de viață, simpatria⁠(d) (suprapunerea arealurilor) substanțială a speciilor, și comportamentul social fac din lilieci gazde favorabile și vectori de boli. Comparativ cu rozătoarele, liliecii poartă mai multe virusuri zoonotice pe specie, fiecare virus fiind comun cu mai multe specii. Ei par a fi foarte rezistenți la mulți dintre patogenii pe care îi transportă, ceea ce sugerează un grad de adaptare a sistemelor lor imunitare. Interacțiunile lor cu animalele de fermă și de companie, inclusiv comportamentul prădător al liliecilor-vampir, întâlnirile accidentale, și consumul cadavrelor de liliac măresc, împreună, riscul de transmitere zoonotică. Liliecii sunt suspectați de apariția sindromului respirator sever acut (SARS) în China, întrucât ei servesc drept gazde naturale pentru coronavirusuri⁠(d), mai mulți dintr-o singură peșteră din Yunnan, dintre care unul s-a dezvoltat în virusul SARS.

## Comportament social

### Structura socială
Unii lilieci duc o viață solitară, dar alții trăiesc în colonii cu peste un milion de membri. Viața în colonii mari atenuează riscul individual de a fi vânat. Speciile de lilieci din zone temperate roiesc⁠(d) la locurile de hibernare când se apropie toamna. Astfel, liliecii tineri învață despre locurile de hibernare, reproducerea semnalelor la adulți; iar adulții se pot împerechea cu alții din alte grupuri.
Mai multe specii au o structură socială fisiune-fuziune⁠(d), în care foarte mulți lilieci se adună într-o zonă de adăpost, dar care nu rămân împreună, împărțindu-se în subgrupuri. În aceste societăți, liliecii reușesc să mențină relații pe termen lung. Unele din aceste relații constau din femele înrudite matriliniar⁠(d) și puii lor. La unele specii se manifestă împărțirea hranei și îngrijirea reciprocă, cum ar fi la liliacul-vampir comun (Desmodus rotundus), și acestea întăresc relațiile sociale.

### Comunicarea

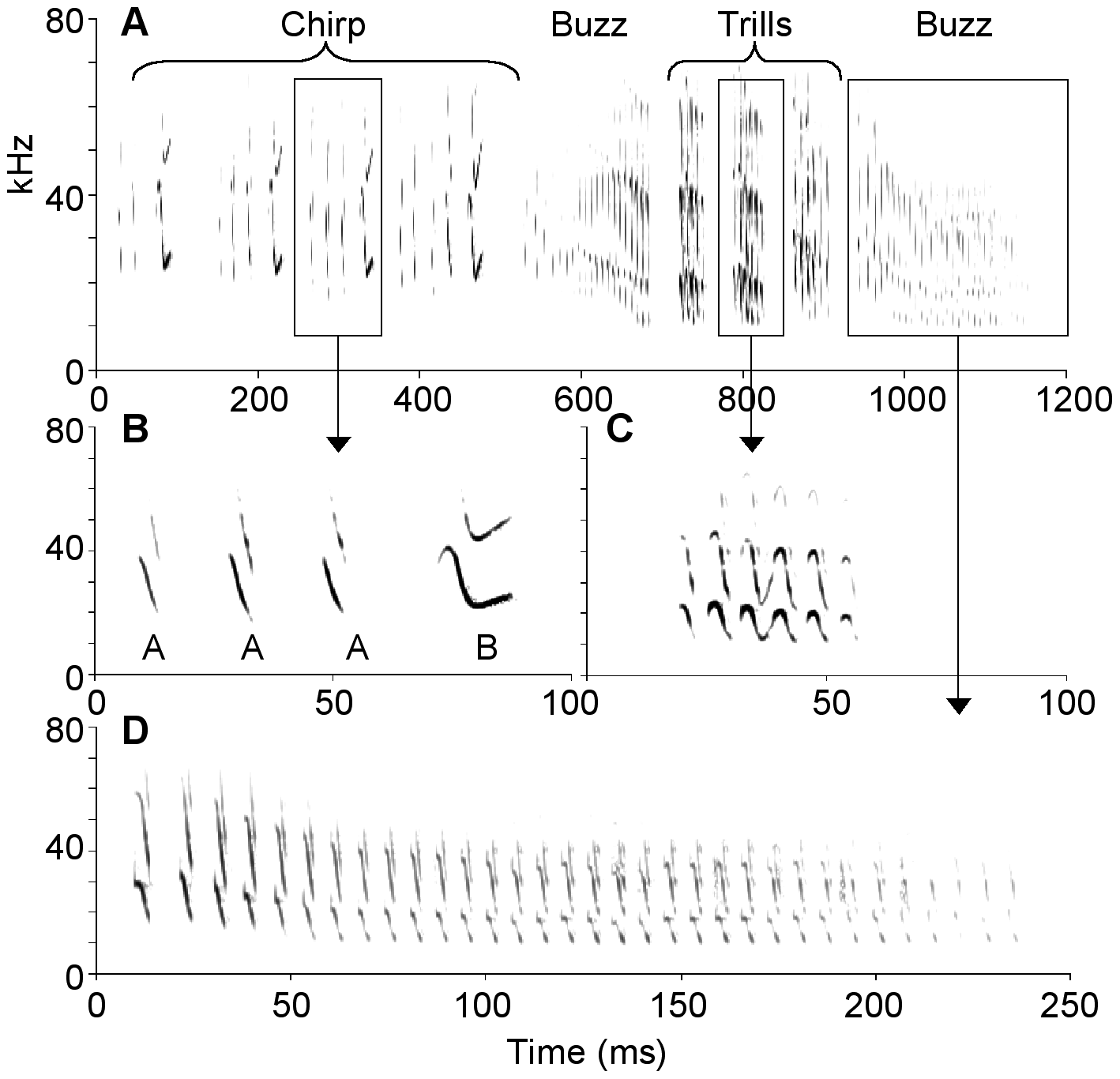
Acustica cântecului de

Liliecii sunt printre cele mai gălăgioase mamifere și produc sunete pentru a atrage parteneri, pentru a găsi parteneri de adăpost și pentru a apăra resurse. Aceste sunete sunt de regulă de joasă frecvență și pot ajunge la distanțe mari. Molossidele se numără printre puținele specii care „cântă” ca păsările. Masculii cântă pentru a atrage femelele. Cântecele au trei fraze: ciripit, tril și bâzâit, din care primul are silabe „A” și „B”. Cântecul liliecilor este foarte stereotip, dar, de la individ la individ, variază numărul de silabe, ordinea frazelor și repetițiile frazelor. La liliecii cu nas ascuțit⁠(d) (Phyllostomus hastatus), femelele produc sunete puternice, în bandă largă, cu rolul de  a obține coeziunea grupului în adăposturi. Sunetele diferă de la grup la grup și rezultă dintr-un proces de învățare.
Într-un studiu efectuat pe lilieci frugivori egipteni în captivitate, la 70% din sunetele direcționate, cercetătorii au putut identifica individul care le-a produs, și 60% au putut fi categorisite în patru contexte: cearta pe hrană, lupta pentru o poziție în grupul de somn, proteste la tentative de împerechere și ceartă în poziție de odihnă în proximitate. Animalele produc sunete ușor diferite când comunică cu indivizi diferiți, mai ales cu cei de sex opus. La specia foarte dimorfă sexual a liliacului cu cap de ciocan (Hypsignathus monstrosus), masculii produc sunete joase, monotone, rezonante, pentru a atrage femelele. Liliecii în zbor produc semnale vocale pentru controlul traficului. Liliecii-buldog mari „claxonează” când sunt în pericol de coliziune.
Liliecii comunică și prin alte mijloace. Liliecii cu umeri galbeni⁠(d) (Sturnira lilium) au pe umeri glande care produc un miros înțepător în sezonul de împerechere. Ca și la multe alte specii, părul lor este specializat în reținerea și dispersarea secrețiilor. Acești peri formează un guler evident în jurul gâtului masculilor unor specii de megalilieci. La aripile speciei Saccopteryx bilineata⁠(d) există niște saci în care se amestecă secreții ca saliva și urina pentru a produce un parfum pe care îl răspândesc pe locurile de odihnă, comportament denumit „sărare” și care poate fi însoțit de cântec.

## Reproducerea și parcursul vieții

Grup de lilieci-vampir poligami

### Strategii
Cele mai multe specii de lilieci sunt poligine⁠(d), masculii împerechindu-se cu mai multe femele. Masculii de liliac pitic, liliac-vampir și liliac de seară pot pune stăpânire pe resurse care atrag femele, cum ar fi locuri de adăpost, pentru a se putea împerechea cu femelele care vin. Masculii care nu pot reține controlul asupra unei astfel de locații sunt obligați să trăiască la periferie, unde au mai puțin succes la reproducere. Promiscuitatea, fenomenul de împerechere a exemplarelor de ambe sexe cu parteneri multipli, există la specii liliacul brun mic și la Molossidae. La acești lilieci, femelele au anumite preferințe pentru unii masculi. La câteva specii, cum ar fi liliacul cu aripi galbene și liliacul-vampir fals, masculii și femelele adulte formează perechi monogame⁠(d). Paradele⁠(d), în care masculii se adună și concurează pentru preferințele femelelor, sunt fenomene rare la lilieci, dar sunt observate la liliacul cu cap de ciocan.

### Împerecherea
La liliecii din zonele temperate, împerecherea are loc la sfârșitul verii și la începutul toamnei. Liliecii tropicali se pot împerechea în anotimpul uscat. După copulație, masculul poate lăsa în urmă un sfragis⁠(d) prin care blochează sperma altor masculi și astfel își asigură paternitatea. La speciile care hibernează, masculii se împerechează uneori și cu femele care hibernează. Femelele folosesc o varietate de strategii pentru a controla momentul gestației și nașterea puilor, astfel încât fătarea să coincidă cu perioada abundenței de hrană și cu alți factori ecologici. Femelele unor specii au fertilizare întârziată, prin care sperma este stoocată în tractul reproducător timp de mai multe luni după împerechere. Împerecherea poate avea loc toamna, dar fertilizarea are loc abia în primăvara următoare. Alte specii prezintă implantare întârziată⁠(d), în care ovulul este fertilizat imediat după împerechere, dar rămâne liber în tractul reproducător până când condițiile externe devin favorabile gestației, nașterii și îngrijirii puilor. Într-o altă strategie, fertilizarea și implantarea au loc ambele imediat, dar dezvoltarea fătului este întârziată până la ameliorarea condițiilor de mediu. În cazul dezvoltării întârziate, mama ține în viață ovulul fertilizat cu nutrienți. Acest proces poate dura mult timp, datorită sistemului avansat de schimb de gaze.

### Ciclul de viață

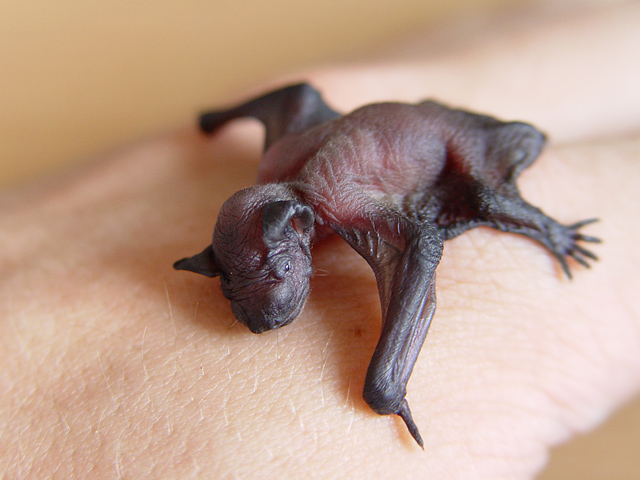
Pui de liliac pitic, Pipistrellus pipistrellus, nou născut

Pentru liliecii din zonele temperate, nașterea are loc de regulă în mai sau iunie în emisfera nordică; și în noiembrie și decembrie în emisfera sudică. Speciile tropicale fată la începutul anotimpului ploios. La cele mai multe specii, femelele gestează și nasc un singur pui. La naștere, un pui de liliac poate avea până la 40% din greutatea mamei, iar centura pelviană a femelei se poate extinde la naștere deoarece cele două jumătăți ale ei sunt legate printr-un ligament flexibil. Femelele nasc de regulă cu capul în sus sau orizontal, folosindu-se de gravitație pentru a ușura nașterea. Puiul iese cu membrele posterioare înainte, pentru a evita încâlcirea aripilor, iar femela îl susține cu membranele aripilor și cozii. La multe specii, femelel fată și își cresc puii în colonii maternale⁠(d) și se pot ajuta între ele la naștere.
Cea mai mare parte din îngrijirea unui pui de liliac este în sarcina mamei. La speciile monogame, și tatăl joacă un rol. Aloalăptarea, în care o femelă alăptează puiul altei mame, este prezentă la câteva specii. Aceasta poate servi la creșterea dimensiunii unei colonii la speciile în care femelele se întorc la colonia natală pentru reproducere. Abilitatea de zbor a unui pui de liliac coincide cu dezvoltarea trupului de adult și a lungimii membrelor anterioare. La liliacul brun mic, aceasta are loc la circa optsprezece zile după naștere. Înțărcatul puilor la majoritatea speciilor are loc în mai puțin de optzeci de zile. Liliacul-vampir comun își alăptează puii și mai târziu, iar puii de liliac-vampir devin independenți la o vârstă mai înaintată decât alte specii. Aceasta se datorează probabil regimului alimentar bazat pe sânge, hrană dificil de procurat în fiecare noapte.

### Speranța de viață
Speranța maximă de viață a liliecilor este de trei ori și jumătate mai mare decât a altor mamifere de dimensiuni similare. Se cunosc șase specii care trăiesc peste 30 de ani în sălbăticie: liliacul brun cu urechi lungi (Plecotus auritus), liliacul brun mic (Myotis lucifugus), liliacul lui Brandt⁠(d) (Myotis brandti), liliacul mic cu urechi de șoarece⁠(d) (Myotis blythii), liliacul-potcoavă mare (Rhinolophus ferrumequinum), și vulpea zburătoare indiană⁠(d) (Pteropus giganteus). O ipoteză consistentă cu teoria vitezei de viață⁠(d) face legătura între aceasta și faptul că își încetinesc ritmul metabolic⁠(d) în timpul hibernării; liliecii care hibernează trăiesc, în medie, mai mult decât cei care nu hibernează. O altă ipoteză este că zborul le-a redus rata mortalității, ceea ce ar fi adevărat și pentru păsări și pentru mamiferele care planează. Speciile de liliac care nasc mai mulți pui au în general o durată de viață mai mică decât speciile care nasc un singur pui. Speciile care se adăpostesc în peșteri trăiesc mai mult decât cele care nu folosesc asemenea adăposturi din cauză că în peșteri sunt mai puțin expuse atacurilor. Un liliac al lui Brandt mascul a fost recapturat în sălbăticie după 41 de ani, el fiind cel mai bătrân liliac cunoscut.

## Interacțiunea cu omul

### Conservarea

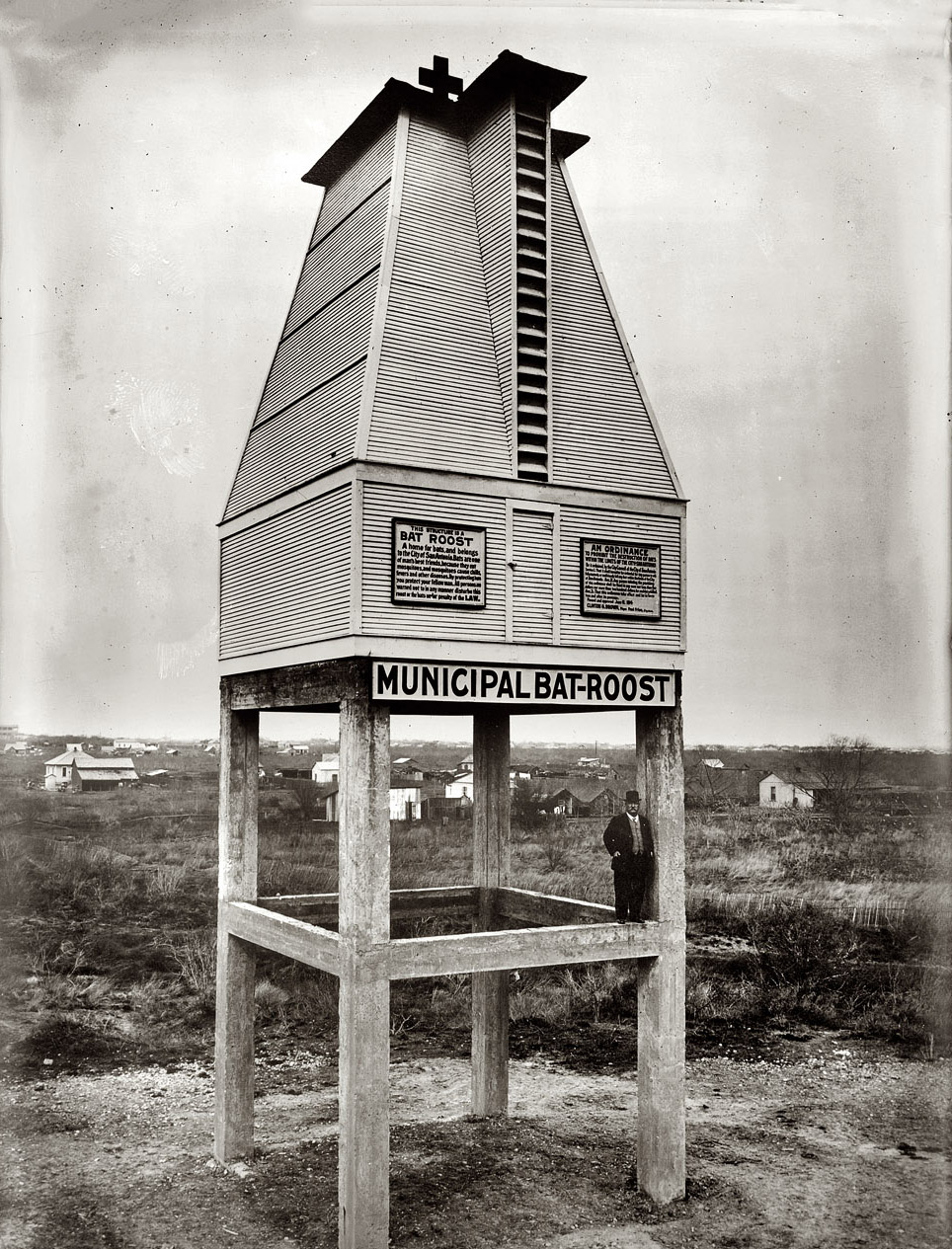
Adăpost de lilieci din San Antonio, Texas, 1915

Există grupuri, cum ar fi Bat Conservation International⁠(d), care au ca obiectiv popularizarea rolului ecologic al liliecilor și amenințările ecologice cu care se confruntă ei. În Regatul Unit, toți liliecii sunt protejați de lege prin Legile Vieții Sălbatice și Zonelor Rurale⁠(d), iar perturbarea unui liliac sau a adăpostului său se sancționează cu amenzi mari. În Sarawak, Malaezia, „toți liliecii” sunt protejați în conformitate cu Ordonanța pentru Protecția Vieții Sălbatice din 1998⁠(d), dar unele specii, cum ar fi liliacul-buldog⁠(d) (Cheiromeles torquatus) încă sunt consumate de comunitățile locale. Acțiunile oamenilor au dus la dispariția mai multor specii de liliac în era modernă, cea mai recentă fiind liliacul pitic din Insula Christmas (Pipistrellus murrayi), declarat dispărut în 2009.
Mulți oameni amenajează adăposturi pentru lilieci cu scopul de a-i atrage. Casa de lilieci de la Universitatea Floridei, amenajată în 1991, este cel mai mare adăpost artificial ocupat din lume, cu circa 400.000 de animale rezidente. În Regatul Unit, adăposturi antiaeriene din al Doilea Război Mondial⁠(d), instalații subterane cu pereți groși, au fost transformate pentru a adăposti lilieci, și se construiesc case de lilieci pentru a atenua impactul asupra habitatului lor produs de construcțiile de drumuri și alte proiecte de dezvoltare. Uneori se instalează porți de peșteri⁠(d) pentru a limita pătrunderea oamenilor în peșterile ocupate de specii sensibile sau pe cale de dispariție. Porțile sunt gândite în așa fel încât să nu limiteze circulația aerului, menținând microecosistemul peșterii.
Liliecii sunt consumați⁠(d) în țări din Asia și de pe malurile Pacificului. În unele cazuri, cum ar fi în Guam, vulpile zburătoare au început să fie amenințate cu dispariția din cauza vânatului. Există indicii că turbinele eoliene produc suficientă barotraumă (traumă produsă de presiune) pentru a produce moartea unor lilieci. Liliecii au plămâni tipici de mamifer, despre care se crede că sunt mai sensibili la schimbările bruște de presiune decât plămânii păsărilor, ceea ce îi expune pe cei dintâi la rupturi fatale ale țesuturilor. Liliecii pot fi atrași de astfel de turbine, în căutare de adăpost, ceea ce crește rata deceselor. Sperietorile acustice pot ajuta la reducerea mortalității liliecilor la fermele eoliene.

### Semnificația culturală

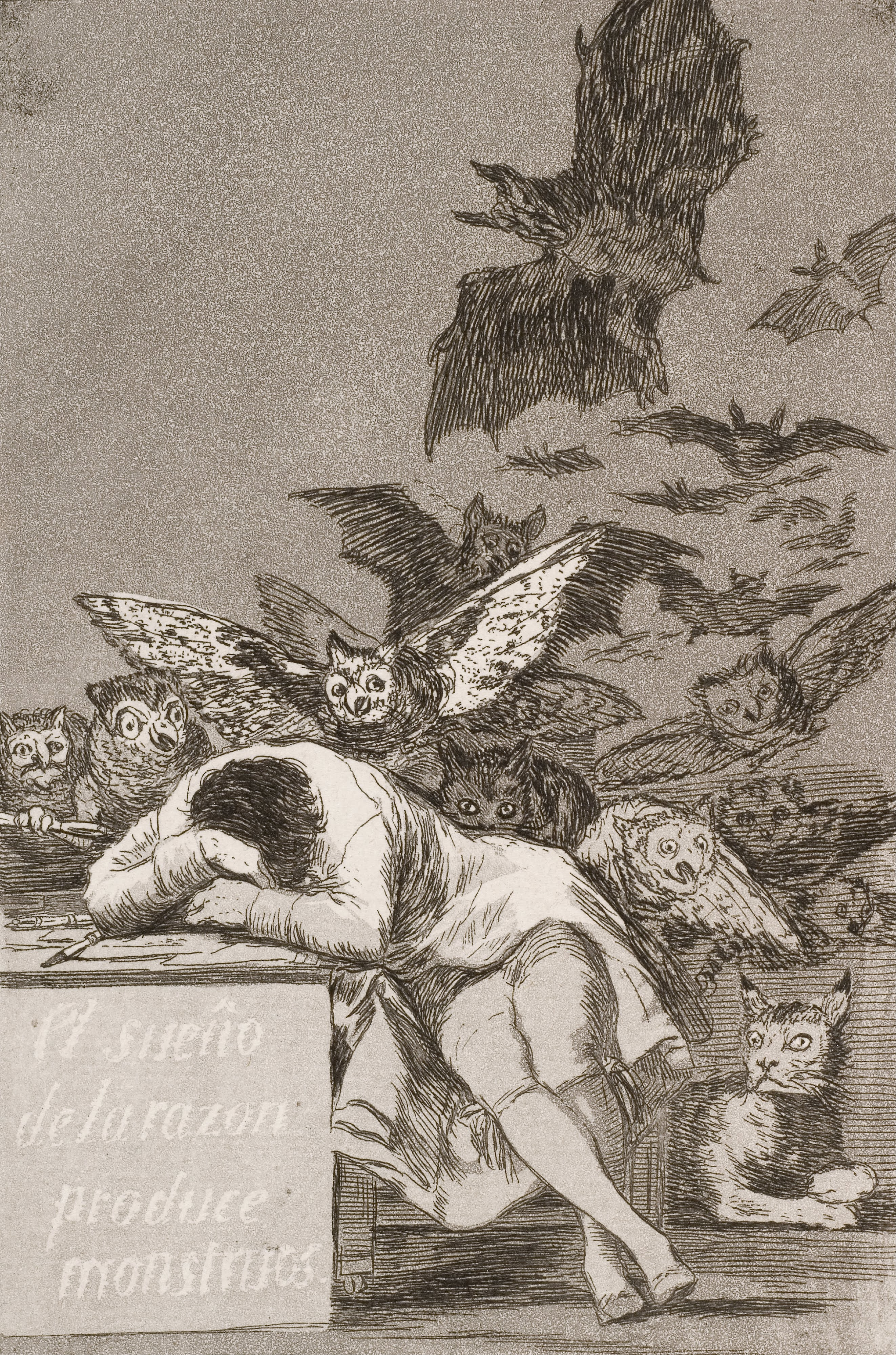
Francisco Goya: Somnul rațiunii naște monștri, 1797

Întrucât liliecii sunt mamifere, dar pot zbura, în mai multe tradiții ei sunt considerați ființe liminale⁠(d). În multe culturi, între care și cea europeană, liliecii sunt asociați cu întunericul, moartea, vrăjitoria și rea-voința. Printre triburile amerindiene cum ar fi Creek⁠(d), Cherokee și Apache, liliacul este un spirit buclucaș⁠(d). În Tanzania, se crede că o creatură înaripată similară liliecilor, pe nume Popobawa⁠(d), este un spirit rău care își schimbă forma și care atacă și sodomizează victime. În mitologia aztecă, liliecii simbolizau tărâmul morților, distrugerea și degradarea. O poveste est-nigeriană spune că liliacul și-a dezvoltat obiceiurile nocturne după ce a produs moartea partenerului său, șobolanul, și acum se ascunde să nu fie prins.
Există în unele culturi și imagini mai favorabile liliecilor. În China, liliecii erau asociați cu veselia, bucuria și norocul. Cinci lilieci simbolizează cele „Cinci Binecuvântări”: longevitatea, bogăția, sănătatea, iubirea de virtute și moartea liniștită. Liliacul este animal sfânt în Tonga și este adesea considerat a fi manifestarea fizică a unui suflet separabil. În civilizația Zapotec din Mesoamerica, zeul-liliac guvernează porumbul și fertilitatea.
Surorile cele ciudate⁠(d) din Macbeth a lui Shakespeare foloseau blana de liliac în compoziția lor. În cultura occidentală, liliacul este adesea simbol al nopții și al naturii ei rău-prevestitoare. Liliacul este un animal asociat cu personaje fictive ale nopții, cu vampirii răi⁠(d), cum ar fi contele Dracula și înaintea lui Varney Vampirul⁠(d), dar și cu eroi, cum ar fi Batman. Romanele Silverwing⁠(d) ale lui Kenneth Oppel⁠(d) narează aventurile unui tânăr liliac, modelat după liliacul cu păr argintiu⁠(d) din America de Nord.

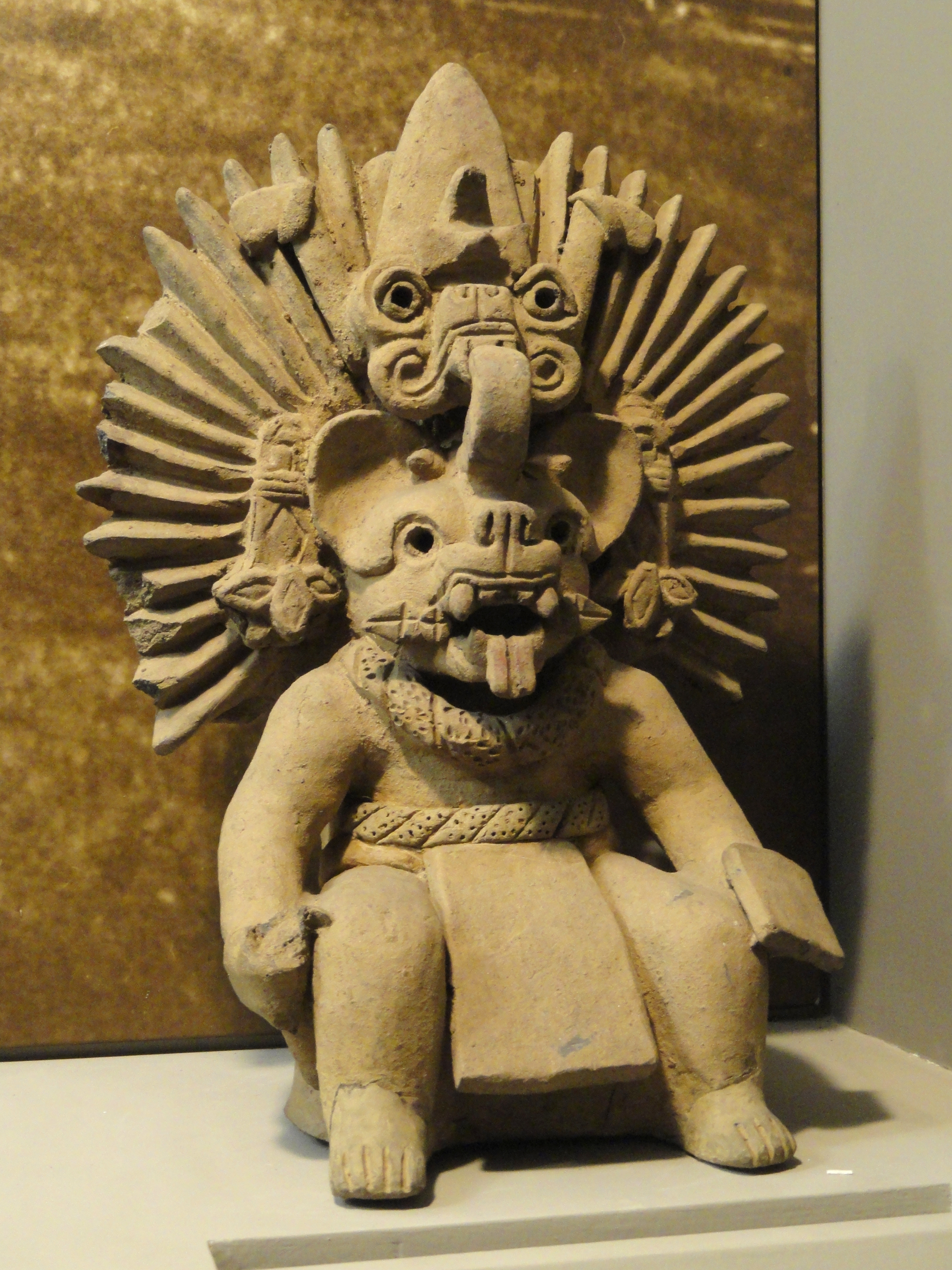
Zeul-liliac zapotec, Oaxaca, 350–500 e.n.

Liliacul este utilizat uneori și ca simbol heraldic⁠(d) în Spania și Franța, apărând pe stemele orașelor Valencia, Palma de Mallorca, Fraga⁠(d), Albacete, și Montchauvet. În cazul primului, echipa de fotbal locală, CF Valencia, are și ea ca simbol liliacul: jucătorii ei sunt porecliți „liliecii”, iar echipa a jucat în 2009, la aniversarea a 90 de ani de existență, cu tricouri pe care era reprezentat un liliac mare format din numele tuturor jucătorilor din istorie. Trei state americane au un liliac care le reprezintă. Texas și Oklahoma sunt reprezentate de liliacul mexican fără coadă, în timp ce Virginia este reprezentată de liliacul cu urechi mari de Virginia⁠(d) (Corynorhinus townsendii virginianus).

### Valoare economică
În special liliecii insectivori sunt de ajutor fermierilor, întrucât țin sub control populațiile de dăunători și reduc necesitatea utilizării de pesticide. S-a estimat că liliecii economisesc industriei agricole din Statele Unite între 3,7 și 53 de miliarde de dolari pe an în pesticide și daune ale recoltelor. Ei previn și excesul utilizării de pesticide, care ar putea polua mediul înconjurător, și ar putea produce rezistența la pesticide a generațiilor viitoare de insecte.
Excrementele liliecilor, un tip de guano, este bogat în nitrați și este extras din peșteri pentru a fi folosit ca îngrășământ. În timpul Războiului Civil American, salpetrul era extras din peșteri pentru a produce praf de pușcă; se credea că acesta era guano de lilieci, dar majoritatea acestor nitrați provin de la bacterii azotificatoare.
Congress Avenue Bridge⁠(d) din Austin, Texas, adăpostește pe timp de vară cea mai mare colonie urbană de lilieci din America de Nord, cu circa 1.500.000 de lilieci mexicani fără coadă. Anual, circa 100.000 de turiști vizitează podul pentru a vedea liliecii ieșind din adăpost.